# Алехін Олександр Олександрович
Олекса́ндр Олекса́ндрович Але́хін (рос. Алекса́ндр Алекса́ндрович Але́хин, фр. Alexandre Alekhine; 19 (31) жовтня 1892, Москва — 24 березня 1946, Ештуріл, Португалія, похований у Парижі) — російський і французький шахіст, чемпіон світу з шахів (1927—1935 і 1937—1946).
Увійшов до когорти провідних шахістів світу перед Першою світовою війною, посівши третє місце на петербурзькому турнірі 1914 року, 1920 року став першим чемпіоном РСФРР, а в 1921 році покинув Росію і переїхав на постійне місце проживання до Франції, громадянином якої став 1925 року. У 1927 році Алехін виграв матч за звання чемпіона світу у Хосе Рауля Капабланки, якого вважали непереможним, і потім упродовж декількох років домінував у змаганнях, виграючи найбільші турніри свого часу з великою перевагою над суперниками. Двічі, в 1929 і 1934 роках, Алехін захистив титул у матчах проти Юхима Боголюбова, в 1935 році програв матч Максу Ейве, але через два роки переміг у матчі-реванші й утримував звання чемпіона світу до самої смерті. Алехін — єдиний шахіст, який помер, бувши чинним чемпіоном світу.
Алехін був надзвичайно різнобічним шахістом. Найбільше він відомий завдяки атакувальному стилю гри і ефектним, глибоко прорахованим комбінаціям. Водночас йому належить велика кількість теоретичних розробок в дебютах, мав високу ендшпільну техніку.

## Правопис прізвища
Правильною формою прізвища є Але́хін (рос. Алехин, фр. Alekhine), а не Альо́хін (рос. Алёхин) : сам шахіст неодноразово на цьому наголошував, хоча численні україномовні джерела вживають написання «Альохін».

## Життєпис

### Дитинство, юність

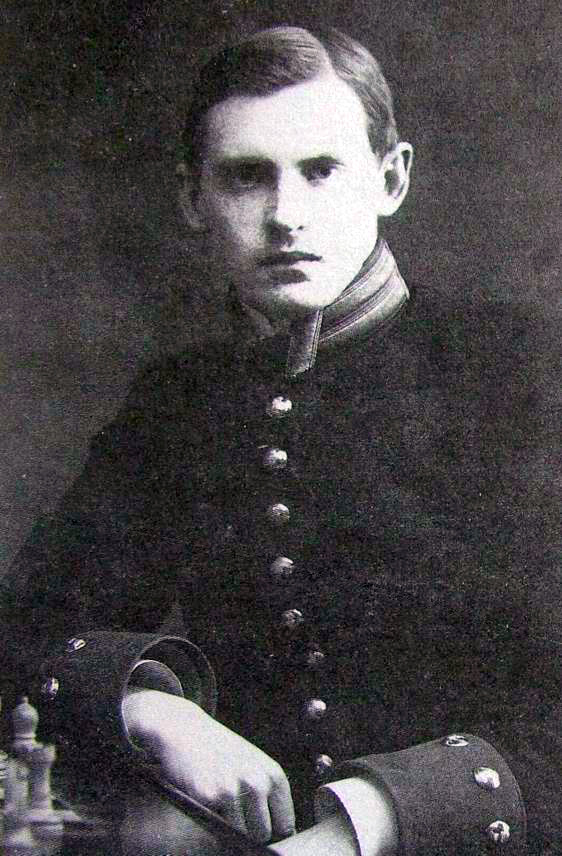
Олександр Алехін, чемпіон Москви. Фотографія Карла Булли (1909 рік)

Олександр Алехін народився 31 жовтня 1892 року в Москві. Його батько, Олександр Іванович Алехін (1856—1917), був Воронезьким губернським предводителем дворянства і володів маєтком поруч з Касторним у Землянському повіті Воронезької губернії, мати Онисія Іванівна (1861—1915) була дочкою багатого текстильного фабриканта Прохорова, власника «Трьохгірної мануфактури». Алехіни були дворянським родом, прапрапрадід по материнській лінії Іван Прохорович Прохоров був монастирським селянином Троїце-Сергіївської лаври.
Сім'я жила в орендованому будинку в Нікольському провулку. Після одруження батько Алехіна займав високий пост в «Товаристві Прохоровської Трьохгірної Мануфактури», в 1904 році став предводителем дворянства Землянського повіту, потім — Воронезької губернії, в 1912 році — депутатом четвертої Державної Думи від октябристів. До кінця життя Алехін-старший був дійсним статським радником (IV клас табелі про ранги).
Олександр Алехін був третьою дитиною в сім'ї, його старший брат Олексій (1888—1939) згодом теж став шахістом. Олександра навчила грати в шахи мати, коли йому було сім років, він часто грав з братом Олексієм. У дитинстві Алехін важко перехворів менінгітом, на час хвороби йому забороняли брати в руки шахи. 1901 року вступив до престижної гімназії, заснованої педагогом Львом Полівановим. Серед його однокласників були поети Лев Остроумов і Вадим Шершеневич. Сильне враження справили на Алехіна гастролі американського маестро Гаррі Пільсбері, який відвідав Москву в 1902 році. Пільсбері провів у шаховому клубі сеанс одночасної гри наосліп на 22 шахівницях, причому Олексій Алехін зіграв з ним унічию.
З десятирічного віку Алехін, як і його старший брат, почав грати в турнірах за листуванням, що сприяло шаховому вдосконаленню. Пізніше Алехін згадував: «Я граю в шахи з 7 років, але серйозно почав грати у 12 років». Першу турнірну перемогу здобув на гамбітному турнірі за листуванням, організованому журналом «Шаховий огляд» у 1905—1906 роках. За одними даними, в 1906, за іншими — в 1907 році братам давав уроки відомий шахіст Федір Дуз-Хотимирський. 1907 року Олександр, ще гімназист, уперше зіграв на турнірі любителів у Московському шаховому гуртку. Наступного року він виграв такий самий аматорський турнір і дебютував на міжнародній арені: посів 4-5-те місця в побічному (проходив одночасно з головним турніром майстрів) турнірі на 16-му конгресі Німецького шахового союзу в Дюссельдорфі, а після турніру зіграв міні-матч проти відомого німецького шахіста Барделебеном, у якому з п'яти партій виграв чотири за однієї нічиєї. У Дюссельдорфі Алехін міг побачити відкриття матчу на першість світу між Ласкером і Таррашем, яке відбулося в день закінчення турніру. Після повернення до Росії відбулися матчі Алехіна з Блюменфельдом (перемога — 4½:½) і чемпіоном Москви Ненароковим (Алехін здав матч після трьох поразок). 1909 року шістнадцятирічний Алехін став п'ятим на чемпіонаті Москви (переміг Гончаров) і з 13 очками з 16 посів перше місце на Всеросійському турнірі любителів, приуроченому до Міжнародного шахового конгресу пам'яті Чигоріна (друге місце у Ротлеві з 12 очками), за що отримав дорогу вазу, виготовлену на Імператорському фарфоровому заводі, і звання «маестро». Того ж року Алехін почав співпрацювати з журналом «Шаховий огляд».
1910 року Алехін посів 7-8-ме місця на великому турнірі в Гамбурзі (8½ з 16 очок), 1911-го — поділив 8-11-те місця в Карлсбаді (брало участь 26 шахістів), перемігши Відмара — одного з найсильніших на цьому турнірі. Восени вступив до Імператорського училища правознавства. Під час навчання не припиняв виступи на змаганнях і співробітничав у газеті «Новий час».
1913 року Алехін виграв матч у Левитського з рахунком 7:3 і посів перше місце на досить представницькому турнірі в Схевенінгені (11½ з 13), випередивши Давида Яновського, одного з претендентів на світову першість. У грудні зіграв дві партії з Капабланкою, який гастролював по Росії, обидві виграв кубинець.
З грудня 1913 по січень 1914 року в Петербурзі пройшов Всеросійський турнір майстрів. Алехін поділив перше місце з Німцовичем (по 13½ з 17), на пів-очка відстав Флямберг. Завдяки цьому Алехін з Німцовичем здобули право на участь у Санкт-Петербурзькому міжнародному турнірі, який відбувся в квітні — травні, що зібрав практично всю шахову еліту, включаючи Капабланку і чемпіона світу Ласкера. На відбірковому етапі Алехін поділив четверте — п'яте місця з Маршаллом і вийшов у фінал, куди потрапляли п'ять найкращих гравців. У фіналі, що проходив у два кола, Алехін двічі поступився Ласкеру, який в підсумку виграв турнір, але обидва рази обіграв Тарраша, що дозволило Алехіну посісти підсумкове третє місце. Як згадував Петро Романовський, саме 1914 року Алехін сказав йому, що починає готуватися до матчу на першість світу з Капабланкою. На здивоване зауваження, що чемпіон світу — Ласкер, Алехін впевнено відповів, що незабаром Капабланка змінить Ласкера.
Алехін закінчив Імператорське училище правознавства 16 травня 1914 року з чином IX класу (титулярний радник) сімнадцятим з 46 учнів випуску і був зарахований до міністерства юстиції (у наступні роки — до міністерства землеробства).

### Перша світова війна
Влітку 1914 року Алехін у ранзі гросмейстера дебютував на міжнародному турнірі в Мангаймі. Він упевнено йшов на першому місці (9½ з 11 з відривом в одне очко від Відмара), але 1 серпня Німеччина оголосила війну Росії. Турнір був перерваний за шість турів до кінця, Алехіну присудили перший приз 1100 марок. Алехін і ще десять російських шахістів, учасників основного і побічних турнірів, були інтерновані як громадяни ворожої держави. Після короткого перебування в поліцейському відділку в Мангеймі та військовій в'язниці Людвігсгафен (туди він потрапив через знайдену у нього фотографію, де був знятий у формі вихованця Училища правознавства, яку поліцейський прийняв за форму офіцера російської армії) Алехін разом з іншими росіянами спробував виїхати на поїзді в Баден-Баден. Однак їх зняли з поїзда в Раштаті й запроторили до в'язниці. Алехін перебував в одній камері з Боголюбовим, Рабіновичем і Вайнштейном. Як розповідав Алехін журналісту після повернення в Росію, поводження було «жахливим», втім, пізніше, порівнюючи з в'язницею в Одесі, де йому довелося побувати в 1919 році, Алехін називав обстановку «ідилічною». Шахісти проводили час, граючи між собою наосліп. Один раз Алехіна помістили до карцеру на три або чотири дні за те, що, за його словами, посміхнувся під час прогулянки (за спогадами Богатирчука, який сидів у тій самій тюрмі — за те, що дозволив собі вільності з дочкою тюремника). У середині серпня шахістів перевели з раштатської в'язниці до готелю в Баден-Бадені, де вони залишалися під наглядом поліції. Потім був виданий наказ, що приписував відпустити всіх непридатних до військової служби, і інтерновані пройшли медичний огляд. Алехін переконав лікаря, що хворий, і 14 вересня його відпустили. Спочатку він намагався виїхати через Базель і Геную, але пароплав до Одеси довго не рушав, тому Алехін, який мав достатньо коштів, поїхав до Петрограда через Францію, Велику Британію і Швецію і прибув до Росії наприкінці жовтня. У Стокгольмі 20 жовтня Алехін дав сеанс одночасної гри на 24 шахівницях (+18 -2 =4).
Після повернення в Росію Алехін багато виступав з показовими партіями і сеансами одночасної гри. 5 листопада в Москві відбувся сеанс Алехіна на 33 шахівницях (+19 -9 =5), кошти від якого надійшли на користь поранених солдатів. 7 листопада почалася консультаційна партія О. Алехін і В. Ненароков — Й. Бернштейн і Б. Блюменфельд. Партію грали протягом трьох днів і закінчилася вона на користь білих. Кілька разів Алехін давав сеанси на користь полонених російських шахістів, а гроші від сеансу в шаховому гуртку при Петроградському політехнічному інституті, який відбувся 8 грудня, були перераховані студенту цього інституту Петру Романовському, який також перебував у полоні. З початку 1915 року Алехін входив до одного з комітетів із надання допомоги хворим і пораненим, створеного в рамках Земгора. У клубному турнірі Московського шахового гуртка в жовтні — грудні він впевнено посів перше місце (+10 -0 =1) і взяв приз за красу за партію з Зубарєвим. У грудні 1915 року в Базелі (Швейцарія) померла Онисія Іванівна, мати Алехіна.
Навесні 1916 року Алехін виступав в Одесі й Києві з сеансами. Крім того, в Одесі він виграв показову партію у Верлинського, давши фору — пішака f7, а в Києві зіграв матч з Евенсоном, програвши першу партію і вигравши дві наступні. Влітку вирушив добровольцем на фронт як начальник (за іншими даними — помічник начальника) летючого загону Червоного Хреста. Особисто виносив поранених з поля бою і був нагороджений двома Георгіївськими медалями та орденом Святого Станіслава. Після тяжкої контузії (1916) лікувався у шпиталі в Тернополі. Там дав сеанс одночасної гри «наосліп», в одній із партій здійснив блискучу комбінацію, котру наводять у шахових підручниках.
У жовтні Алехін провів сеанс наосліп на 9 шахівницях в Одесі, збір від якого пішов у фонд допомоги «Одеса — Сербії», і зіграв серію партій з Верлинським. Потім почергово виступав з показовими партіями в Москві та Петербурзі. 23 лютого 1917 року в Петербурзі почалася революція, і шахова діяльність Алехіна перервалася на три роки. У травні 1917 року у Воронежі помер його батько, Олександр Іванович Алехін.

### Життя в Радянській Росії
Революція 1917 року позбавила Алехіна дворянства і статку. У 1918 році він виграв трьохкруговий турнір у Москві, в якому, крім нього, грали Ненароков і А. Рабінович, а восени того ж року вирушив до України, через Київ до Одеси, на той момент окупованої німецькими військами. Причиною цієї поїздки іноді називають бажання емігрувати, але також відомо, що в Одесі Алехін мав намір виступити на планованому там турнірі, який у підсумку так і не відбувся. У квітні 1919 року Одесу зайняли червоні, і в місті розвернувся терор. Алехін був заарештований ЧК і засуджений до розстрілу, його врятувало втручання когось із високопоставлених радянських діячів. За деякими даними, це був член Всеукраїнського ревкому Мануїльський, який особисто знав Алехіна, за версією Богатирчука — Християн Раковський, якого знав шахіст і співробітник одеської ЧК Яків Вільнер. На заході з'явилися чутки, що Алехін загинув. Після звільнення Алехін трохи пропрацював у губвиконкомі в Одесі, а після початку наступу військ Денікіна повернувся до Москви.
У Москві 5 березня 1920 року Алехін одружився з Олександрою Батаєвою. Через рік вони розлучилися. У 1919—1920 роках Алехін деякий час навчався на кінокурсах Володимира Гардіна, працював слідчим у Центррозшуку Головного управління міліції (у його завдання входили пошуки зниклих безвісти) і одночасно з цим перекладачем в апараті Комінтерну (блискуче володів англійською, французькою і німецькою мовами). За іншими відомостями, Алехін працював у Московському кримінальному розшуку, і в його обов'язки входило обстеження місць злочинів. Тоді ж він, граючи поза конкурсом, переміг у першому радянському чемпіонаті Москви, в якому виграв усі одинадцять партій. У 1920 році Алехін посів перше місце на Всеросійській Олімпіаді в Москві, яку за традицією вважають першим чемпіонатом країни, другим був Романовський, який відстав на очко. У ці роки він зустрів швейцарську журналістку Анну-Лізу Рюгг, що представляла в Комінтерні Швейцарську соціал-демократичну партію, а в березні 1921 року одружився з нею.
1920 року в ЧК на ім'я Мартина Лациса надійшов донос на Алехіна, в якому його звинувачували в отриманні грошей від денікінської контррозвідки. Алехіна викликали на допит, де він дав пояснення з цього приводу, після чого справу було припинено.
Через п'ять тижнів після другого шлюбу Алехін з дружиною отримали дозвіл на виїзд з РРФСР в Латвію, підписаний заступником наркома закордонних справ Левом Караханом. У травні він прибув до Риги, звідти попрямував до Берліна.

### Шлях до шахової корони
|   | a | b | c | d | e | f | g | h |   |
| 8 | a8 чорна тура · f8 чорна тура · h8 чорний король · c7 біла тура · f7 біла тура · g7 чорний пішак · a6 чорний слон · e6 чорний пішак · f6 білий кінь · h6 чорний пішак · d5 чорний пішак · f5 чорний пішак · h5 білий пішак · a4 чорний пішак · d4 білий пішак · f4 білий король · a3 білий пішак · b3 чорний пішак · e3 білий пішак · f3 білий пішак · g3 білий пішак · b2 білий пішак | a8 чорна тура · f8 чорна тура · h8 чорний король · c7 біла тура · f7 біла тура · g7 чорний пішак · a6 чорний слон · e6 чорний пішак · f6 білий кінь · h6 чорний пішак · d5 чорний пішак · f5 чорний пішак · h5 білий пішак · a4 чорний пішак · d4 білий пішак · f4 білий король · a3 білий пішак · b3 чорний пішак · e3 білий пішак · f3 білий пішак · g3 білий пішак · b2 білий пішак | a8 чорна тура · f8 чорна тура · h8 чорний король · c7 біла тура · f7 біла тура · g7 чорний пішак · a6 чорний слон · e6 чорний пішак · f6 білий кінь · h6 чорний пішак · d5 чорний пішак · f5 чорний пішак · h5 білий пішак · a4 чорний пішак · d4 білий пішак · f4 білий король · a3 білий пішак · b3 чорний пішак · e3 білий пішак · f3 білий пішак · g3 білий пішак · b2 білий пішак | a8 чорна тура · f8 чорна тура · h8 чорний король · c7 біла тура · f7 біла тура · g7 чорний пішак · a6 чорний слон · e6 чорний пішак · f6 білий кінь · h6 чорний пішак · d5 чорний пішак · f5 чорний пішак · h5 білий пішак · a4 чорний пішак · d4 білий пішак · f4 білий король · a3 білий пішак · b3 чорний пішак · e3 білий пішак · f3 білий пішак · g3 білий пішак · b2 білий пішак | a8 чорна тура · f8 чорна тура · h8 чорний король · c7 біла тура · f7 біла тура · g7 чорний пішак · a6 чорний слон · e6 чорний пішак · f6 білий кінь · h6 чорний пішак · d5 чорний пішак · f5 чорний пішак · h5 білий пішак · a4 чорний пішак · d4 білий пішак · f4 білий король · a3 білий пішак · b3 чорний пішак · e3 білий пішак · f3 білий пішак · g3 білий пішак · b2 білий пішак | a8 чорна тура · f8 чорна тура · h8 чорний король · c7 біла тура · f7 біла тура · g7 чорний пішак · a6 чорний слон · e6 чорний пішак · f6 білий кінь · h6 чорний пішак · d5 чорний пішак · f5 чорний пішак · h5 білий пішак · a4 чорний пішак · d4 білий пішак · f4 білий король · a3 білий пішак · b3 чорний пішак · e3 білий пішак · f3 білий пішак · g3 білий пішак · b2 білий пішак | a8 чорна тура · f8 чорна тура · h8 чорний король · c7 біла тура · f7 біла тура · g7 чорний пішак · a6 чорний слон · e6 чорний пішак · f6 білий кінь · h6 чорний пішак · d5 чорний пішак · f5 чорний пішак · h5 білий пішак · a4 чорний пішак · d4 білий пішак · f4 білий король · a3 білий пішак · b3 чорний пішак · e3 білий пішак · f3 білий пішак · g3 білий пішак · b2 білий пішак | a8 чорна тура · f8 чорна тура · h8 чорний король · c7 біла тура · f7 біла тура · g7 чорний пішак · a6 чорний слон · e6 чорний пішак · f6 білий кінь · h6 чорний пішак · d5 чорний пішак · f5 чорний пішак · h5 білий пішак · a4 чорний пішак · d4 білий пішак · f4 білий король · a3 білий пішак · b3 чорний пішак · e3 білий пішак · f3 білий пішак · g3 білий пішак · b2 білий пішак | 8 |
| 7 | a8 чорна тура · f8 чорна тура · h8 чорний король · c7 біла тура · f7 біла тура · g7 чорний пішак · a6 чорний слон · e6 чорний пішак · f6 білий кінь · h6 чорний пішак · d5 чорний пішак · f5 чорний пішак · h5 білий пішак · a4 чорний пішак · d4 білий пішак · f4 білий король · a3 білий пішак · b3 чорний пішак · e3 білий пішак · f3 білий пішак · g3 білий пішак · b2 білий пішак | a8 чорна тура · f8 чорна тура · h8 чорний король · c7 біла тура · f7 біла тура · g7 чорний пішак · a6 чорний слон · e6 чорний пішак · f6 білий кінь · h6 чорний пішак · d5 чорний пішак · f5 чорний пішак · h5 білий пішак · a4 чорний пішак · d4 білий пішак · f4 білий король · a3 білий пішак · b3 чорний пішак · e3 білий пішак · f3 білий пішак · g3 білий пішак · b2 білий пішак | a8 чорна тура · f8 чорна тура · h8 чорний король · c7 біла тура · f7 біла тура · g7 чорний пішак · a6 чорний слон · e6 чорний пішак · f6 білий кінь · h6 чорний пішак · d5 чорний пішак · f5 чорний пішак · h5 білий пішак · a4 чорний пішак · d4 білий пішак · f4 білий король · a3 білий пішак · b3 чорний пішак · e3 білий пішак · f3 білий пішак · g3 білий пішак · b2 білий пішак | a8 чорна тура · f8 чорна тура · h8 чорний король · c7 біла тура · f7 біла тура · g7 чорний пішак · a6 чорний слон · e6 чорний пішак · f6 білий кінь · h6 чорний пішак · d5 чорний пішак · f5 чорний пішак · h5 білий пішак · a4 чорний пішак · d4 білий пішак · f4 білий король · a3 білий пішак · b3 чорний пішак · e3 білий пішак · f3 білий пішак · g3 білий пішак · b2 білий пішак | a8 чорна тура · f8 чорна тура · h8 чорний король · c7 біла тура · f7 біла тура · g7 чорний пішак · a6 чорний слон · e6 чорний пішак · f6 білий кінь · h6 чорний пішак · d5 чорний пішак · f5 чорний пішак · h5 білий пішак · a4 чорний пішак · d4 білий пішак · f4 білий король · a3 білий пішак · b3 чорний пішак · e3 білий пішак · f3 білий пішак · g3 білий пішак · b2 білий пішак | a8 чорна тура · f8 чорна тура · h8 чорний король · c7 біла тура · f7 біла тура · g7 чорний пішак · a6 чорний слон · e6 чорний пішак · f6 білий кінь · h6 чорний пішак · d5 чорний пішак · f5 чорний пішак · h5 білий пішак · a4 чорний пішак · d4 білий пішак · f4 білий король · a3 білий пішак · b3 чорний пішак · e3 білий пішак · f3 білий пішак · g3 білий пішак · b2 білий пішак | a8 чорна тура · f8 чорна тура · h8 чорний король · c7 біла тура · f7 біла тура · g7 чорний пішак · a6 чорний слон · e6 чорний пішак · f6 білий кінь · h6 чорний пішак · d5 чорний пішак · f5 чорний пішак · h5 білий пішак · a4 чорний пішак · d4 білий пішак · f4 білий король · a3 білий пішак · b3 чорний пішак · e3 білий пішак · f3 білий пішак · g3 білий пішак · b2 білий пішак | a8 чорна тура · f8 чорна тура · h8 чорний король · c7 біла тура · f7 біла тура · g7 чорний пішак · a6 чорний слон · e6 чорний пішак · f6 білий кінь · h6 чорний пішак · d5 чорний пішак · f5 чорний пішак · h5 білий пішак · a4 чорний пішак · d4 білий пішак · f4 білий король · a3 білий пішак · b3 чорний пішак · e3 білий пішак · f3 білий пішак · g3 білий пішак · b2 білий пішак | 7 |
| 6 | a8 чорна тура · f8 чорна тура · h8 чорний король · c7 біла тура · f7 біла тура · g7 чорний пішак · a6 чорний слон · e6 чорний пішак · f6 білий кінь · h6 чорний пішак · d5 чорний пішак · f5 чорний пішак · h5 білий пішак · a4 чорний пішак · d4 білий пішак · f4 білий король · a3 білий пішак · b3 чорний пішак · e3 білий пішак · f3 білий пішак · g3 білий пішак · b2 білий пішак | a8 чорна тура · f8 чорна тура · h8 чорний король · c7 біла тура · f7 біла тура · g7 чорний пішак · a6 чорний слон · e6 чорний пішак · f6 білий кінь · h6 чорний пішак · d5 чорний пішак · f5 чорний пішак · h5 білий пішак · a4 чорний пішак · d4 білий пішак · f4 білий король · a3 білий пішак · b3 чорний пішак · e3 білий пішак · f3 білий пішак · g3 білий пішак · b2 білий пішак | a8 чорна тура · f8 чорна тура · h8 чорний король · c7 біла тура · f7 біла тура · g7 чорний пішак · a6 чорний слон · e6 чорний пішак · f6 білий кінь · h6 чорний пішак · d5 чорний пішак · f5 чорний пішак · h5 білий пішак · a4 чорний пішак · d4 білий пішак · f4 білий король · a3 білий пішак · b3 чорний пішак · e3 білий пішак · f3 білий пішак · g3 білий пішак · b2 білий пішак | a8 чорна тура · f8 чорна тура · h8 чорний король · c7 біла тура · f7 біла тура · g7 чорний пішак · a6 чорний слон · e6 чорний пішак · f6 білий кінь · h6 чорний пішак · d5 чорний пішак · f5 чорний пішак · h5 білий пішак · a4 чорний пішак · d4 білий пішак · f4 білий король · a3 білий пішак · b3 чорний пішак · e3 білий пішак · f3 білий пішак · g3 білий пішак · b2 білий пішак | a8 чорна тура · f8 чорна тура · h8 чорний король · c7 біла тура · f7 біла тура · g7 чорний пішак · a6 чорний слон · e6 чорний пішак · f6 білий кінь · h6 чорний пішак · d5 чорний пішак · f5 чорний пішак · h5 білий пішак · a4 чорний пішак · d4 білий пішак · f4 білий король · a3 білий пішак · b3 чорний пішак · e3 білий пішак · f3 білий пішак · g3 білий пішак · b2 білий пішак | a8 чорна тура · f8 чорна тура · h8 чорний король · c7 біла тура · f7 біла тура · g7 чорний пішак · a6 чорний слон · e6 чорний пішак · f6 білий кінь · h6 чорний пішак · d5 чорний пішак · f5 чорний пішак · h5 білий пішак · a4 чорний пішак · d4 білий пішак · f4 білий король · a3 білий пішак · b3 чорний пішак · e3 білий пішак · f3 білий пішак · g3 білий пішак · b2 білий пішак | a8 чорна тура · f8 чорна тура · h8 чорний король · c7 біла тура · f7 біла тура · g7 чорний пішак · a6 чорний слон · e6 чорний пішак · f6 білий кінь · h6 чорний пішак · d5 чорний пішак · f5 чорний пішак · h5 білий пішак · a4 чорний пішак · d4 білий пішак · f4 білий король · a3 білий пішак · b3 чорний пішак · e3 білий пішак · f3 білий пішак · g3 білий пішак · b2 білий пішак | a8 чорна тура · f8 чорна тура · h8 чорний король · c7 біла тура · f7 біла тура · g7 чорний пішак · a6 чорний слон · e6 чорний пішак · f6 білий кінь · h6 чорний пішак · d5 чорний пішак · f5 чорний пішак · h5 білий пішак · a4 чорний пішак · d4 білий пішак · f4 білий король · a3 білий пішак · b3 чорний пішак · e3 білий пішак · f3 білий пішак · g3 білий пішак · b2 білий пішак | 6 |
| 5 | a8 чорна тура · f8 чорна тура · h8 чорний король · c7 біла тура · f7 біла тура · g7 чорний пішак · a6 чорний слон · e6 чорний пішак · f6 білий кінь · h6 чорний пішак · d5 чорний пішак · f5 чорний пішак · h5 білий пішак · a4 чорний пішак · d4 білий пішак · f4 білий король · a3 білий пішак · b3 чорний пішак · e3 білий пішак · f3 білий пішак · g3 білий пішак · b2 білий пішак | a8 чорна тура · f8 чорна тура · h8 чорний король · c7 біла тура · f7 біла тура · g7 чорний пішак · a6 чорний слон · e6 чорний пішак · f6 білий кінь · h6 чорний пішак · d5 чорний пішак · f5 чорний пішак · h5 білий пішак · a4 чорний пішак · d4 білий пішак · f4 білий король · a3 білий пішак · b3 чорний пішак · e3 білий пішак · f3 білий пішак · g3 білий пішак · b2 білий пішак | a8 чорна тура · f8 чорна тура · h8 чорний король · c7 біла тура · f7 біла тура · g7 чорний пішак · a6 чорний слон · e6 чорний пішак · f6 білий кінь · h6 чорний пішак · d5 чорний пішак · f5 чорний пішак · h5 білий пішак · a4 чорний пішак · d4 білий пішак · f4 білий король · a3 білий пішак · b3 чорний пішак · e3 білий пішак · f3 білий пішак · g3 білий пішак · b2 білий пішак | a8 чорна тура · f8 чорна тура · h8 чорний король · c7 біла тура · f7 біла тура · g7 чорний пішак · a6 чорний слон · e6 чорний пішак · f6 білий кінь · h6 чорний пішак · d5 чорний пішак · f5 чорний пішак · h5 білий пішак · a4 чорний пішак · d4 білий пішак · f4 білий король · a3 білий пішак · b3 чорний пішак · e3 білий пішак · f3 білий пішак · g3 білий пішак · b2 білий пішак | a8 чорна тура · f8 чорна тура · h8 чорний король · c7 біла тура · f7 біла тура · g7 чорний пішак · a6 чорний слон · e6 чорний пішак · f6 білий кінь · h6 чорний пішак · d5 чорний пішак · f5 чорний пішак · h5 білий пішак · a4 чорний пішак · d4 білий пішак · f4 білий король · a3 білий пішак · b3 чорний пішак · e3 білий пішак · f3 білий пішак · g3 білий пішак · b2 білий пішак | a8 чорна тура · f8 чорна тура · h8 чорний король · c7 біла тура · f7 біла тура · g7 чорний пішак · a6 чорний слон · e6 чорний пішак · f6 білий кінь · h6 чорний пішак · d5 чорний пішак · f5 чорний пішак · h5 білий пішак · a4 чорний пішак · d4 білий пішак · f4 білий король · a3 білий пішак · b3 чорний пішак · e3 білий пішак · f3 білий пішак · g3 білий пішак · b2 білий пішак | a8 чорна тура · f8 чорна тура · h8 чорний король · c7 біла тура · f7 біла тура · g7 чорний пішак · a6 чорний слон · e6 чорний пішак · f6 білий кінь · h6 чорний пішак · d5 чорний пішак · f5 чорний пішак · h5 білий пішак · a4 чорний пішак · d4 білий пішак · f4 білий король · a3 білий пішак · b3 чорний пішак · e3 білий пішак · f3 білий пішак · g3 білий пішак · b2 білий пішак | a8 чорна тура · f8 чорна тура · h8 чорний король · c7 біла тура · f7 біла тура · g7 чорний пішак · a6 чорний слон · e6 чорний пішак · f6 білий кінь · h6 чорний пішак · d5 чорний пішак · f5 чорний пішак · h5 білий пішак · a4 чорний пішак · d4 білий пішак · f4 білий король · a3 білий пішак · b3 чорний пішак · e3 білий пішак · f3 білий пішак · g3 білий пішак · b2 білий пішак | 5 |
| 4 | a8 чорна тура · f8 чорна тура · h8 чорний король · c7 біла тура · f7 біла тура · g7 чорний пішак · a6 чорний слон · e6 чорний пішак · f6 білий кінь · h6 чорний пішак · d5 чорний пішак · f5 чорний пішак · h5 білий пішак · a4 чорний пішак · d4 білий пішак · f4 білий король · a3 білий пішак · b3 чорний пішак · e3 білий пішак · f3 білий пішак · g3 білий пішак · b2 білий пішак | a8 чорна тура · f8 чорна тура · h8 чорний король · c7 біла тура · f7 біла тура · g7 чорний пішак · a6 чорний слон · e6 чорний пішак · f6 білий кінь · h6 чорний пішак · d5 чорний пішак · f5 чорний пішак · h5 білий пішак · a4 чорний пішак · d4 білий пішак · f4 білий король · a3 білий пішак · b3 чорний пішак · e3 білий пішак · f3 білий пішак · g3 білий пішак · b2 білий пішак | a8 чорна тура · f8 чорна тура · h8 чорний король · c7 біла тура · f7 біла тура · g7 чорний пішак · a6 чорний слон · e6 чорний пішак · f6 білий кінь · h6 чорний пішак · d5 чорний пішак · f5 чорний пішак · h5 білий пішак · a4 чорний пішак · d4 білий пішак · f4 білий король · a3 білий пішак · b3 чорний пішак · e3 білий пішак · f3 білий пішак · g3 білий пішак · b2 білий пішак | a8 чорна тура · f8 чорна тура · h8 чорний король · c7 біла тура · f7 біла тура · g7 чорний пішак · a6 чорний слон · e6 чорний пішак · f6 білий кінь · h6 чорний пішак · d5 чорний пішак · f5 чорний пішак · h5 білий пішак · a4 чорний пішак · d4 білий пішак · f4 білий король · a3 білий пішак · b3 чорний пішак · e3 білий пішак · f3 білий пішак · g3 білий пішак · b2 білий пішак | a8 чорна тура · f8 чорна тура · h8 чорний король · c7 біла тура · f7 біла тура · g7 чорний пішак · a6 чорний слон · e6 чорний пішак · f6 білий кінь · h6 чорний пішак · d5 чорний пішак · f5 чорний пішак · h5 білий пішак · a4 чорний пішак · d4 білий пішак · f4 білий король · a3 білий пішак · b3 чорний пішак · e3 білий пішак · f3 білий пішак · g3 білий пішак · b2 білий пішак | a8 чорна тура · f8 чорна тура · h8 чорний король · c7 біла тура · f7 біла тура · g7 чорний пішак · a6 чорний слон · e6 чорний пішак · f6 білий кінь · h6 чорний пішак · d5 чорний пішак · f5 чорний пішак · h5 білий пішак · a4 чорний пішак · d4 білий пішак · f4 білий король · a3 білий пішак · b3 чорний пішак · e3 білий пішак · f3 білий пішак · g3 білий пішак · b2 білий пішак | a8 чорна тура · f8 чорна тура · h8 чорний король · c7 біла тура · f7 біла тура · g7 чорний пішак · a6 чорний слон · e6 чорний пішак · f6 білий кінь · h6 чорний пішак · d5 чорний пішак · f5 чорний пішак · h5 білий пішак · a4 чорний пішак · d4 білий пішак · f4 білий король · a3 білий пішак · b3 чорний пішак · e3 білий пішак · f3 білий пішак · g3 білий пішак · b2 білий пішак | a8 чорна тура · f8 чорна тура · h8 чорний король · c7 біла тура · f7 біла тура · g7 чорний пішак · a6 чорний слон · e6 чорний пішак · f6 білий кінь · h6 чорний пішак · d5 чорний пішак · f5 чорний пішак · h5 білий пішак · a4 чорний пішак · d4 білий пішак · f4 білий король · a3 білий пішак · b3 чорний пішак · e3 білий пішак · f3 білий пішак · g3 білий пішак · b2 білий пішак | 4 |
| 3 | a8 чорна тура · f8 чорна тура · h8 чорний король · c7 біла тура · f7 біла тура · g7 чорний пішак · a6 чорний слон · e6 чорний пішак · f6 білий кінь · h6 чорний пішак · d5 чорний пішак · f5 чорний пішак · h5 білий пішак · a4 чорний пішак · d4 білий пішак · f4 білий король · a3 білий пішак · b3 чорний пішак · e3 білий пішак · f3 білий пішак · g3 білий пішак · b2 білий пішак | a8 чорна тура · f8 чорна тура · h8 чорний король · c7 біла тура · f7 біла тура · g7 чорний пішак · a6 чорний слон · e6 чорний пішак · f6 білий кінь · h6 чорний пішак · d5 чорний пішак · f5 чорний пішак · h5 білий пішак · a4 чорний пішак · d4 білий пішак · f4 білий король · a3 білий пішак · b3 чорний пішак · e3 білий пішак · f3 білий пішак · g3 білий пішак · b2 білий пішак | a8 чорна тура · f8 чорна тура · h8 чорний король · c7 біла тура · f7 біла тура · g7 чорний пішак · a6 чорний слон · e6 чорний пішак · f6 білий кінь · h6 чорний пішак · d5 чорний пішак · f5 чорний пішак · h5 білий пішак · a4 чорний пішак · d4 білий пішак · f4 білий король · a3 білий пішак · b3 чорний пішак · e3 білий пішак · f3 білий пішак · g3 білий пішак · b2 білий пішак | a8 чорна тура · f8 чорна тура · h8 чорний король · c7 біла тура · f7 біла тура · g7 чорний пішак · a6 чорний слон · e6 чорний пішак · f6 білий кінь · h6 чорний пішак · d5 чорний пішак · f5 чорний пішак · h5 білий пішак · a4 чорний пішак · d4 білий пішак · f4 білий король · a3 білий пішак · b3 чорний пішак · e3 білий пішак · f3 білий пішак · g3 білий пішак · b2 білий пішак | a8 чорна тура · f8 чорна тура · h8 чорний король · c7 біла тура · f7 біла тура · g7 чорний пішак · a6 чорний слон · e6 чорний пішак · f6 білий кінь · h6 чорний пішак · d5 чорний пішак · f5 чорний пішак · h5 білий пішак · a4 чорний пішак · d4 білий пішак · f4 білий король · a3 білий пішак · b3 чорний пішак · e3 білий пішак · f3 білий пішак · g3 білий пішак · b2 білий пішак | a8 чорна тура · f8 чорна тура · h8 чорний король · c7 біла тура · f7 біла тура · g7 чорний пішак · a6 чорний слон · e6 чорний пішак · f6 білий кінь · h6 чорний пішак · d5 чорний пішак · f5 чорний пішак · h5 білий пішак · a4 чорний пішак · d4 білий пішак · f4 білий король · a3 білий пішак · b3 чорний пішак · e3 білий пішак · f3 білий пішак · g3 білий пішак · b2 білий пішак | a8 чорна тура · f8 чорна тура · h8 чорний король · c7 біла тура · f7 біла тура · g7 чорний пішак · a6 чорний слон · e6 чорний пішак · f6 білий кінь · h6 чорний пішак · d5 чорний пішак · f5 чорний пішак · h5 білий пішак · a4 чорний пішак · d4 білий пішак · f4 білий король · a3 білий пішак · b3 чорний пішак · e3 білий пішак · f3 білий пішак · g3 білий пішак · b2 білий пішак | a8 чорна тура · f8 чорна тура · h8 чорний король · c7 біла тура · f7 біла тура · g7 чорний пішак · a6 чорний слон · e6 чорний пішак · f6 білий кінь · h6 чорний пішак · d5 чорний пішак · f5 чорний пішак · h5 білий пішак · a4 чорний пішак · d4 білий пішак · f4 білий король · a3 білий пішак · b3 чорний пішак · e3 білий пішак · f3 білий пішак · g3 білий пішак · b2 білий пішак | 3 |
| 2 | a8 чорна тура · f8 чорна тура · h8 чорний король · c7 біла тура · f7 біла тура · g7 чорний пішак · a6 чорний слон · e6 чорний пішак · f6 білий кінь · h6 чорний пішак · d5 чорний пішак · f5 чорний пішак · h5 білий пішак · a4 чорний пішак · d4 білий пішак · f4 білий король · a3 білий пішак · b3 чорний пішак · e3 білий пішак · f3 білий пішак · g3 білий пішак · b2 білий пішак | a8 чорна тура · f8 чорна тура · h8 чорний король · c7 біла тура · f7 біла тура · g7 чорний пішак · a6 чорний слон · e6 чорний пішак · f6 білий кінь · h6 чорний пішак · d5 чорний пішак · f5 чорний пішак · h5 білий пішак · a4 чорний пішак · d4 білий пішак · f4 білий король · a3 білий пішак · b3 чорний пішак · e3 білий пішак · f3 білий пішак · g3 білий пішак · b2 білий пішак | a8 чорна тура · f8 чорна тура · h8 чорний король · c7 біла тура · f7 біла тура · g7 чорний пішак · a6 чорний слон · e6 чорний пішак · f6 білий кінь · h6 чорний пішак · d5 чорний пішак · f5 чорний пішак · h5 білий пішак · a4 чорний пішак · d4 білий пішак · f4 білий король · a3 білий пішак · b3 чорний пішак · e3 білий пішак · f3 білий пішак · g3 білий пішак · b2 білий пішак | a8 чорна тура · f8 чорна тура · h8 чорний король · c7 біла тура · f7 біла тура · g7 чорний пішак · a6 чорний слон · e6 чорний пішак · f6 білий кінь · h6 чорний пішак · d5 чорний пішак · f5 чорний пішак · h5 білий пішак · a4 чорний пішак · d4 білий пішак · f4 білий король · a3 білий пішак · b3 чорний пішак · e3 білий пішак · f3 білий пішак · g3 білий пішак · b2 білий пішак | a8 чорна тура · f8 чорна тура · h8 чорний король · c7 біла тура · f7 біла тура · g7 чорний пішак · a6 чорний слон · e6 чорний пішак · f6 білий кінь · h6 чорний пішак · d5 чорний пішак · f5 чорний пішак · h5 білий пішак · a4 чорний пішак · d4 білий пішак · f4 білий король · a3 білий пішак · b3 чорний пішак · e3 білий пішак · f3 білий пішак · g3 білий пішак · b2 білий пішак | a8 чорна тура · f8 чорна тура · h8 чорний король · c7 біла тура · f7 біла тура · g7 чорний пішак · a6 чорний слон · e6 чорний пішак · f6 білий кінь · h6 чорний пішак · d5 чорний пішак · f5 чорний пішак · h5 білий пішак · a4 чорний пішак · d4 білий пішак · f4 білий король · a3 білий пішак · b3 чорний пішак · e3 білий пішак · f3 білий пішак · g3 білий пішак · b2 білий пішак | a8 чорна тура · f8 чорна тура · h8 чорний король · c7 біла тура · f7 біла тура · g7 чорний пішак · a6 чорний слон · e6 чорний пішак · f6 білий кінь · h6 чорний пішак · d5 чорний пішак · f5 чорний пішак · h5 білий пішак · a4 чорний пішак · d4 білий пішак · f4 білий король · a3 білий пішак · b3 чорний пішак · e3 білий пішак · f3 білий пішак · g3 білий пішак · b2 білий пішак | a8 чорна тура · f8 чорна тура · h8 чорний король · c7 біла тура · f7 біла тура · g7 чорний пішак · a6 чорний слон · e6 чорний пішак · f6 білий кінь · h6 чорний пішак · d5 чорний пішак · f5 чорний пішак · h5 білий пішак · a4 чорний пішак · d4 білий пішак · f4 білий король · a3 білий пішак · b3 чорний пішак · e3 білий пішак · f3 білий пішак · g3 білий пішак · b2 білий пішак | 2 |
| 1 | a8 чорна тура · f8 чорна тура · h8 чорний король · c7 біла тура · f7 біла тура · g7 чорний пішак · a6 чорний слон · e6 чорний пішак · f6 білий кінь · h6 чорний пішак · d5 чорний пішак · f5 чорний пішак · h5 білий пішак · a4 чорний пішак · d4 білий пішак · f4 білий король · a3 білий пішак · b3 чорний пішак · e3 білий пішак · f3 білий пішак · g3 білий пішак · b2 білий пішак | a8 чорна тура · f8 чорна тура · h8 чорний король · c7 біла тура · f7 біла тура · g7 чорний пішак · a6 чорний слон · e6 чорний пішак · f6 білий кінь · h6 чорний пішак · d5 чорний пішак · f5 чорний пішак · h5 білий пішак · a4 чорний пішак · d4 білий пішак · f4 білий король · a3 білий пішак · b3 чорний пішак · e3 білий пішак · f3 білий пішак · g3 білий пішак · b2 білий пішак | a8 чорна тура · f8 чорна тура · h8 чорний король · c7 біла тура · f7 біла тура · g7 чорний пішак · a6 чорний слон · e6 чорний пішак · f6 білий кінь · h6 чорний пішак · d5 чорний пішак · f5 чорний пішак · h5 білий пішак · a4 чорний пішак · d4 білий пішак · f4 білий король · a3 білий пішак · b3 чорний пішак · e3 білий пішак · f3 білий пішак · g3 білий пішак · b2 білий пішак | a8 чорна тура · f8 чорна тура · h8 чорний король · c7 біла тура · f7 біла тура · g7 чорний пішак · a6 чорний слон · e6 чорний пішак · f6 білий кінь · h6 чорний пішак · d5 чорний пішак · f5 чорний пішак · h5 білий пішак · a4 чорний пішак · d4 білий пішак · f4 білий король · a3 білий пішак · b3 чорний пішак · e3 білий пішак · f3 білий пішак · g3 білий пішак · b2 білий пішак | a8 чорна тура · f8 чорна тура · h8 чорний король · c7 біла тура · f7 біла тура · g7 чорний пішак · a6 чорний слон · e6 чорний пішак · f6 білий кінь · h6 чорний пішак · d5 чорний пішак · f5 чорний пішак · h5 білий пішак · a4 чорний пішак · d4 білий пішак · f4 білий король · a3 білий пішак · b3 чорний пішак · e3 білий пішак · f3 білий пішак · g3 білий пішак · b2 білий пішак | a8 чорна тура · f8 чорна тура · h8 чорний король · c7 біла тура · f7 біла тура · g7 чорний пішак · a6 чорний слон · e6 чорний пішак · f6 білий кінь · h6 чорний пішак · d5 чорний пішак · f5 чорний пішак · h5 білий пішак · a4 чорний пішак · d4 білий пішак · f4 білий король · a3 білий пішак · b3 чорний пішак · e3 білий пішак · f3 білий пішак · g3 білий пішак · b2 білий пішак | a8 чорна тура · f8 чорна тура · h8 чорний король · c7 біла тура · f7 біла тура · g7 чорний пішак · a6 чорний слон · e6 чорний пішак · f6 білий кінь · h6 чорний пішак · d5 чорний пішак · f5 чорний пішак · h5 білий пішак · a4 чорний пішак · d4 білий пішак · f4 білий король · a3 білий пішак · b3 чорний пішак · e3 білий пішак · f3 білий пішак · g3 білий пішак · b2 білий пішак | a8 чорна тура · f8 чорна тура · h8 чорний король · c7 біла тура · f7 біла тура · g7 чорний пішак · a6 чорний слон · e6 чорний пішак · f6 білий кінь · h6 чорний пішак · d5 чорний пішак · f5 чорний пішак · h5 білий пішак · a4 чорний пішак · d4 білий пішак · f4 білий король · a3 білий пішак · b3 чорний пішак · e3 білий пішак · f3 білий пішак · g3 білий пішак · b2 білий пішак | 1 |
|   | a | b | c | d | e | f | g | h |   |

Упродовж перших років Радянської Росії Алехіна сприймали як російського шахіста, який тимчасово живе за кордоном. Він продовжував співпрацювати з радянськими шаховими виданнями. Після приїзду до Берліна Алехін зіграв два коротких матчі — з Тайхманном (3:3) і Земішом (2:0). Того ж 1921 року виграв турніри в Трібергу, Будапешті та Гаазі, не програвши в них жодної партії. Після цього направив Капабланці, який щойно став чемпіоном світу, виклик на матч, але отримав відмову. Наступного року поділив друге — третє місця в П'єштянах і взяв участь у великому турнірі в Лондоні за участю Капабланки. Капабланка здобув впевнену перемогу, набравши 13 з 15 очок, Алехін з 11½ очками посів друге місце, обидва не програли жодної партії. На лондонському турнірі за наполяганням Капабланки основні претенденти на матч за звання чемпіона світу підписали документ, відомий як «лондонський протокол», в якому обговорювалися умови, на яких повинен гратися матч. Зокрема, право на матч отримував претендент, якому вдавалося забезпечити призовий фонд 10 000 доларів і додатково знайти гроші на покриття організаційних витрат. Матч грався до шести перемог однієї зі сторін, нічиї не враховувалися. Сума 10 000 доларів на ті часи була досить значною; таких грошей ні в Алехіна, ні в інших претендентів не було.
Восени 1922 року Алехін виграв турнір у Гастінгсі і поділив четверте — шосте місця у Відні, програвши відразу три партії з чотирнадцяти (переміг Рубінштейн). Потім переїхав до Парижа, де відтоді постійно проживав. У 1923 році Алехін поділив ще з трьома учасниками друге місце в Маргіті і взяв участь у турнірі в Карлсбаді, який зібрав усіх найсильніших шахістів, крім Ласкера і Капабланки. Алехін поділив перше місце з Боголюбовим і Мароці, обігравши при цьому обох. Також він отримав призи за красу партії з Рубінштейном і Грюнфельдом. Потім були тривалі гастролі Європою та Північною Америкою. У березні — квітні 1924 року Алехін посів третє місце в Нью-Йорку. Перше місце у двоколовому турнірі посів Ласкер (16 з 20), Капабланка відстав на півтора очка, Алехін — на чотири. До кінця року Алехін більше не виступав на змаганнях. За цей час він видав збірку «Мої найкращі партії» та книгу про нью-йоркський турнір. У цей же період Алехін розлучився з Анною-Лізою Рюгг і став жити в цивільному шлюбі з Надією Семенівною Васильєвою, вдовою генерала.
1925 року Алехін отримав французьке громадянство за натуралізацію і захищав у Сорбонні докторську дисертацію на тему «Система тюремного ув'язнення в Китаї». Більшість біографів вказує, що йому присвоєно ступінь доктора права. Згідно з британською енциклопедією The Oxford Companion to Chess, Алехін не закінчив навчання і не захистив дисертацію, але з 1925 року додавав до свого прізвища «доктор». Того ж року він здобув перемогу на великому міжнародному турнірі в Баден-Бадені (втім, ні Капабланка, ні Ласкер в ньому участі не брали), не програвши жодної партії і випередивши найближчого суперника на 1½ очка. Комбінацію, яку Алехін провів у партії проти Ріхарда Реті на цьому турнірі, часто називають однією з найкращих в історії шахів.
1926 року Алехін зіграв на трьох турнірах у Великій Британії, а також в Земмерінгу та Дрездені. На трьох турнірах в Гастінгсі, Скарборо і Бірмінгемі він посів перші місця (в Гастінгсі — разом з Відмаром), зігравши внічию загалом лише дві партії. Представницький турнір в Земмерінгу почав з двох поразок і в підсумку набрав на пів-очка менше, ніж перший призер — Шпільман. Турнір у Дрездені виграв Німцович, Алехін посів друге місце. Наприкінці 1926 — на початку 1927 року в Голландії відбувся тренувальний матч з Максом Ейве, що закінчився з рахунком +3 -2 =5 на користь Алехіна. Алехін грав матч не в повну силу, оскільки був зайнятий переговорами про матч з Капабланкою.
Щоб дістати гроші на матч з Капабланкою, Алехін багато виступав з сеансами одночасної гри. У 1920-х роках він двічі поставив світовий рекорд гри наосліп: у 1924 році в Нью-Йорку Алехін зіграв одночасно 26 партій з результатом +16 -5 =5, а через рік у Парижі побив свій попередній рекорд, зігравши наосліп 27 партій з результатом +22 -2 =3. 1924 року він випустив книгу «Мої найкращі партії (1908—1923)», включивши в неї найефектніші перемоги, якими можна було зацікавити спонсорів. Зрештою зусилля Алехіна увінчалися успіхом: після переговорів у Буенос-Айресі у серпні 1926 року уряд Аргентини виділив гроші на матч. Сторони домовилися про те, що матч відбудеться в Буенос-Айресі в 1927 році.

### Завоювання титулу чемпіона світу
На початку 1927 року Алехін взяв участь у  шестерному міжнародному турнірі в Нью-Йорку, який проходив у чотири кола, де посів друге місце після Капабланки. Кубинець виграв змагання з відривом у 2 очка, переміг у всіх мікроматчах і не програв жодної партії. Потім Алехін переміг на міжнародному турнірі в Кечкеметі.
Майбутній матч викликав величезний інтерес. Капабланку вважали явним фаворитом: тоді він сильно переважав Алехіна в турнірних результатах і мав рахунок 5:0 на свою користь (не рахуючи нічиїх) в особистих зустрічах. Шпільман, хоч і вболівав за претендента, але казав, що Алехін не зможе виграти жодної партії.
Матч з Капабланкою відбувся в Буенос-Айресі восени 1927 року. За умовами лондонського протоколу для перемоги в матчі потрібно було виграти шість партій. Алехін виграв стартову партію, програв третю та сьому, знову вийшов вперед у дванадцятій і довів матч до перемоги. У першій третині матчу в Алехіна почалося запалення окістя, через яке йому довелося видалити шість зубів. Останню, тридцять четверту, партію відкладено в туровому ендшпілі, де Алехін мав два зайвих пішака. Капабланка не з'явився на догравання, надіславши лист, в якому оголошував про здачу партії і вітав Алехіна з перемогою в матчі. Загальний рахунок — +6 -3 =25 на користь претендента. Після оголошення Алехіна чемпіоном світу захоплена юрба донесла його до готелю на руках. По закінченні матчу Алехін з дружиною відвідали Чилі та на пароплаві вирушили до Барселони, де їм теж влаштували бурхливу зустріч.
Перемогу Алехіна пояснюють багатьма факторами. Претендент готувався до матчу кілька місяців, дотримуючись суворого, аскетичного режиму і за цей час досконально вивчивши гру свого супротивника. У ході матчу Алехін користувався своїми напрацюваннями, тоді як Капабланка, окрилений впевненою перемогою на нью-йоркському турнірі, знехтував цілеспрямованою підготовкою до матчу. У вступній статті до книги про нью-йоркський турнір, що вийшла 1928 року, новий чемпіон підсумовував слабкі місця, які, на його думку, мав Капабланка: це зайва обережність у дебютах і слабка для гравця його рівня ендшпільна техніка. У міттельшпілі, вважав Алехін, Капабланка грає найсильніше, але він занадто часто схильний покладатися на інтуїцію і через це вивчає позицію поверхнево і вибирає не найкращі продовження.
Після повернення Алехіна до Парижа на честь його перемоги влаштовано бенкет у Російському клубі. Наступного дня в деяких емігрантських газетах вийшли статті, де цитували слова Алехіна, який нібито бажав, щоб «…міф про непереможність більшовиків розвіявся, як розвіявся міф про непереможність Капабланки». Достеменно невідомо, чи справді сказав Алехін щось подібне. До цього він не робив жодних публічних заяв, спрямованих проти Радянського Союзу, радянської влади, комуністів, хоча в емігрантському середовищі Західної Європи негативні висловлювання на адресу СРСР були звичним явищем. Незабаром у журналі «Шаховий вісник» з'явилася стаття Миколи Криленка в якій говорилося: «Після промови Алехіна в Російському клубі з громадянином Алехіним у нас все покінчено — він наш ворог, і тільки як ворога ми відтепер повинні його трактувати». Ще через два місяці там само опубліковано заяву брата Алехіна, Олексія (ймовірно, складену під тиском): «Я засуджую будь-який антирадянський виступ, від кого б він не був, чи це, як у цьому разі, брат мій, чи хтось інший. Олексій Алехін». У той час Алехін ще допускав повернення на батьківщину, але після цього випадку всі зв'язки були обірвані.

### Чемпіон світу
До жалю багатьох, матч-реванш з Капабланкою так і не відбувся. Розмірковуючи про можливий матч-реванш одразу після перемоги у вирішальній партії, Алехін сказав, що готовий грати тільки на умовах Лондонського протоколу. З іншими претендентами він був згоден грати і з обмеженням загальної кількості партій, але за наявності декількох викликів першочергове право отримував Капабланка. 10 лютого наступного року Капабланка звернувся до Алехіна і президента ФІДЕ Александра Рюба з пропозицією змінити Лондонський протокол, додавши умову про те, що кількість партій обмежується шістнадцятьма, тож, якщо жоден з суперників не здобуде шести перемог, то виграє той, хто після шістнадцяти партій буде мати більше очок. Капабланка писав, що в іншому разі матч може затягнутися і перетворитися у змагання на витривалість. У листі від 29 лютого Алехін повторив, що буде грати матч-реванш лише на тих умовах, на яких він сам завоював титул. 8 жовтня Капабланка направив Алехіну офіційний виклик, але отримав відповідь, що Алехін ще в серпні прийняв виклик Боголюбова і матч відбудеться наступного року. Алехіна звинувачували в тому, що він свідомо уникає повторного матчу з Капабланкою. З іншого боку, багато хто вказував, що перешкоди, які Алехін ставив екс-чемпіону, не відрізнялися від тих, які Капабланка ставив претенденту. Між двома шахістами розвинулася ворожнеча, Алехін вимагав подвоєння гонорару, якщо в турнірі брав участь Капабланка, тож вони не виступали разом до ноттінгемського турніру 1936 року.
1928 року Алехін не виступав на змаганнях, а працював над двома книгами: «На шляху до найвищих шахових досягнень» (про змагання 1923—1927 років, включаючи матч з Капабланкою; точніший переклад німецької назви — «На шляху до першості світу») і «Міжнародний шаховий турнір у Нью-Йорку 1927». Упродовж декількох років починаючи з 1929 року Алехін здобув серію приголомшливих турнірних перемог, довівши беззаперечну перевагу над суперниками. З десяти міжнародних турнірів, в яких чемпіон зіграв до кінця 1933 року, він посів чисте перше місце у восьми і ще двічі поділив перемогу.
У 1929 році Алехін виграв невеликий турнір в американському Бредлі-Біч і зіграв матч на першість світу з Боголюбовим у різних містах Німеччини та Голландії. Алехін виграв 11 партій, 5 програв, 9 звів унічию, зберігши, таким чином, чемпіонський титул.
|   | a | b | c | d | e | f | g | h |   |
| 8 | f8 чорна тура · g8 чорний король · b7 чорний слон · g7 чорний пішак · b6 чорний пішак · d6 чорний пішак · h6 чорний пішак · e5 чорний пішак · g5 чорний ферзь · b4 білий пішак · c4 білий пішак · d4 чорний кінь · f4 чорна тура · e3 білий ферзь · f3 білий пішак · f2 біла тура · g2 білий пішак · h2 білий пішак · d1 біла тура · e1 білий кінь · f1 білий слон · h1 білий король | f8 чорна тура · g8 чорний король · b7 чорний слон · g7 чорний пішак · b6 чорний пішак · d6 чорний пішак · h6 чорний пішак · e5 чорний пішак · g5 чорний ферзь · b4 білий пішак · c4 білий пішак · d4 чорний кінь · f4 чорна тура · e3 білий ферзь · f3 білий пішак · f2 біла тура · g2 білий пішак · h2 білий пішак · d1 біла тура · e1 білий кінь · f1 білий слон · h1 білий король | f8 чорна тура · g8 чорний король · b7 чорний слон · g7 чорний пішак · b6 чорний пішак · d6 чорний пішак · h6 чорний пішак · e5 чорний пішак · g5 чорний ферзь · b4 білий пішак · c4 білий пішак · d4 чорний кінь · f4 чорна тура · e3 білий ферзь · f3 білий пішак · f2 біла тура · g2 білий пішак · h2 білий пішак · d1 біла тура · e1 білий кінь · f1 білий слон · h1 білий король | f8 чорна тура · g8 чорний король · b7 чорний слон · g7 чорний пішак · b6 чорний пішак · d6 чорний пішак · h6 чорний пішак · e5 чорний пішак · g5 чорний ферзь · b4 білий пішак · c4 білий пішак · d4 чорний кінь · f4 чорна тура · e3 білий ферзь · f3 білий пішак · f2 біла тура · g2 білий пішак · h2 білий пішак · d1 біла тура · e1 білий кінь · f1 білий слон · h1 білий король | f8 чорна тура · g8 чорний король · b7 чорний слон · g7 чорний пішак · b6 чорний пішак · d6 чорний пішак · h6 чорний пішак · e5 чорний пішак · g5 чорний ферзь · b4 білий пішак · c4 білий пішак · d4 чорний кінь · f4 чорна тура · e3 білий ферзь · f3 білий пішак · f2 біла тура · g2 білий пішак · h2 білий пішак · d1 біла тура · e1 білий кінь · f1 білий слон · h1 білий король | f8 чорна тура · g8 чорний король · b7 чорний слон · g7 чорний пішак · b6 чорний пішак · d6 чорний пішак · h6 чорний пішак · e5 чорний пішак · g5 чорний ферзь · b4 білий пішак · c4 білий пішак · d4 чорний кінь · f4 чорна тура · e3 білий ферзь · f3 білий пішак · f2 біла тура · g2 білий пішак · h2 білий пішак · d1 біла тура · e1 білий кінь · f1 білий слон · h1 білий король | f8 чорна тура · g8 чорний король · b7 чорний слон · g7 чорний пішак · b6 чорний пішак · d6 чорний пішак · h6 чорний пішак · e5 чорний пішак · g5 чорний ферзь · b4 білий пішак · c4 білий пішак · d4 чорний кінь · f4 чорна тура · e3 білий ферзь · f3 білий пішак · f2 біла тура · g2 білий пішак · h2 білий пішак · d1 біла тура · e1 білий кінь · f1 білий слон · h1 білий король | f8 чорна тура · g8 чорний король · b7 чорний слон · g7 чорний пішак · b6 чорний пішак · d6 чорний пішак · h6 чорний пішак · e5 чорний пішак · g5 чорний ферзь · b4 білий пішак · c4 білий пішак · d4 чорний кінь · f4 чорна тура · e3 білий ферзь · f3 білий пішак · f2 біла тура · g2 білий пішак · h2 білий пішак · d1 біла тура · e1 білий кінь · f1 білий слон · h1 білий король | 8 |
| 7 | f8 чорна тура · g8 чорний король · b7 чорний слон · g7 чорний пішак · b6 чорний пішак · d6 чорний пішак · h6 чорний пішак · e5 чорний пішак · g5 чорний ферзь · b4 білий пішак · c4 білий пішак · d4 чорний кінь · f4 чорна тура · e3 білий ферзь · f3 білий пішак · f2 біла тура · g2 білий пішак · h2 білий пішак · d1 біла тура · e1 білий кінь · f1 білий слон · h1 білий король | f8 чорна тура · g8 чорний король · b7 чорний слон · g7 чорний пішак · b6 чорний пішак · d6 чорний пішак · h6 чорний пішак · e5 чорний пішак · g5 чорний ферзь · b4 білий пішак · c4 білий пішак · d4 чорний кінь · f4 чорна тура · e3 білий ферзь · f3 білий пішак · f2 біла тура · g2 білий пішак · h2 білий пішак · d1 біла тура · e1 білий кінь · f1 білий слон · h1 білий король | f8 чорна тура · g8 чорний король · b7 чорний слон · g7 чорний пішак · b6 чорний пішак · d6 чорний пішак · h6 чорний пішак · e5 чорний пішак · g5 чорний ферзь · b4 білий пішак · c4 білий пішак · d4 чорний кінь · f4 чорна тура · e3 білий ферзь · f3 білий пішак · f2 біла тура · g2 білий пішак · h2 білий пішак · d1 біла тура · e1 білий кінь · f1 білий слон · h1 білий король | f8 чорна тура · g8 чорний король · b7 чорний слон · g7 чорний пішак · b6 чорний пішак · d6 чорний пішак · h6 чорний пішак · e5 чорний пішак · g5 чорний ферзь · b4 білий пішак · c4 білий пішак · d4 чорний кінь · f4 чорна тура · e3 білий ферзь · f3 білий пішак · f2 біла тура · g2 білий пішак · h2 білий пішак · d1 біла тура · e1 білий кінь · f1 білий слон · h1 білий король | f8 чорна тура · g8 чорний король · b7 чорний слон · g7 чорний пішак · b6 чорний пішак · d6 чорний пішак · h6 чорний пішак · e5 чорний пішак · g5 чорний ферзь · b4 білий пішак · c4 білий пішак · d4 чорний кінь · f4 чорна тура · e3 білий ферзь · f3 білий пішак · f2 біла тура · g2 білий пішак · h2 білий пішак · d1 біла тура · e1 білий кінь · f1 білий слон · h1 білий король | f8 чорна тура · g8 чорний король · b7 чорний слон · g7 чорний пішак · b6 чорний пішак · d6 чорний пішак · h6 чорний пішак · e5 чорний пішак · g5 чорний ферзь · b4 білий пішак · c4 білий пішак · d4 чорний кінь · f4 чорна тура · e3 білий ферзь · f3 білий пішак · f2 біла тура · g2 білий пішак · h2 білий пішак · d1 біла тура · e1 білий кінь · f1 білий слон · h1 білий король | f8 чорна тура · g8 чорний король · b7 чорний слон · g7 чорний пішак · b6 чорний пішак · d6 чорний пішак · h6 чорний пішак · e5 чорний пішак · g5 чорний ферзь · b4 білий пішак · c4 білий пішак · d4 чорний кінь · f4 чорна тура · e3 білий ферзь · f3 білий пішак · f2 біла тура · g2 білий пішак · h2 білий пішак · d1 біла тура · e1 білий кінь · f1 білий слон · h1 білий король | f8 чорна тура · g8 чорний король · b7 чорний слон · g7 чорний пішак · b6 чорний пішак · d6 чорний пішак · h6 чорний пішак · e5 чорний пішак · g5 чорний ферзь · b4 білий пішак · c4 білий пішак · d4 чорний кінь · f4 чорна тура · e3 білий ферзь · f3 білий пішак · f2 біла тура · g2 білий пішак · h2 білий пішак · d1 біла тура · e1 білий кінь · f1 білий слон · h1 білий король | 7 |
| 6 | f8 чорна тура · g8 чорний король · b7 чорний слон · g7 чорний пішак · b6 чорний пішак · d6 чорний пішак · h6 чорний пішак · e5 чорний пішак · g5 чорний ферзь · b4 білий пішак · c4 білий пішак · d4 чорний кінь · f4 чорна тура · e3 білий ферзь · f3 білий пішак · f2 біла тура · g2 білий пішак · h2 білий пішак · d1 біла тура · e1 білий кінь · f1 білий слон · h1 білий король | f8 чорна тура · g8 чорний король · b7 чорний слон · g7 чорний пішак · b6 чорний пішак · d6 чорний пішак · h6 чорний пішак · e5 чорний пішак · g5 чорний ферзь · b4 білий пішак · c4 білий пішак · d4 чорний кінь · f4 чорна тура · e3 білий ферзь · f3 білий пішак · f2 біла тура · g2 білий пішак · h2 білий пішак · d1 біла тура · e1 білий кінь · f1 білий слон · h1 білий король | f8 чорна тура · g8 чорний король · b7 чорний слон · g7 чорний пішак · b6 чорний пішак · d6 чорний пішак · h6 чорний пішак · e5 чорний пішак · g5 чорний ферзь · b4 білий пішак · c4 білий пішак · d4 чорний кінь · f4 чорна тура · e3 білий ферзь · f3 білий пішак · f2 біла тура · g2 білий пішак · h2 білий пішак · d1 біла тура · e1 білий кінь · f1 білий слон · h1 білий король | f8 чорна тура · g8 чорний король · b7 чорний слон · g7 чорний пішак · b6 чорний пішак · d6 чорний пішак · h6 чорний пішак · e5 чорний пішак · g5 чорний ферзь · b4 білий пішак · c4 білий пішак · d4 чорний кінь · f4 чорна тура · e3 білий ферзь · f3 білий пішак · f2 біла тура · g2 білий пішак · h2 білий пішак · d1 біла тура · e1 білий кінь · f1 білий слон · h1 білий король | f8 чорна тура · g8 чорний король · b7 чорний слон · g7 чорний пішак · b6 чорний пішак · d6 чорний пішак · h6 чорний пішак · e5 чорний пішак · g5 чорний ферзь · b4 білий пішак · c4 білий пішак · d4 чорний кінь · f4 чорна тура · e3 білий ферзь · f3 білий пішак · f2 біла тура · g2 білий пішак · h2 білий пішак · d1 біла тура · e1 білий кінь · f1 білий слон · h1 білий король | f8 чорна тура · g8 чорний король · b7 чорний слон · g7 чорний пішак · b6 чорний пішак · d6 чорний пішак · h6 чорний пішак · e5 чорний пішак · g5 чорний ферзь · b4 білий пішак · c4 білий пішак · d4 чорний кінь · f4 чорна тура · e3 білий ферзь · f3 білий пішак · f2 біла тура · g2 білий пішак · h2 білий пішак · d1 біла тура · e1 білий кінь · f1 білий слон · h1 білий король | f8 чорна тура · g8 чорний король · b7 чорний слон · g7 чорний пішак · b6 чорний пішак · d6 чорний пішак · h6 чорний пішак · e5 чорний пішак · g5 чорний ферзь · b4 білий пішак · c4 білий пішак · d4 чорний кінь · f4 чорна тура · e3 білий ферзь · f3 білий пішак · f2 біла тура · g2 білий пішак · h2 білий пішак · d1 біла тура · e1 білий кінь · f1 білий слон · h1 білий король | f8 чорна тура · g8 чорний король · b7 чорний слон · g7 чорний пішак · b6 чорний пішак · d6 чорний пішак · h6 чорний пішак · e5 чорний пішак · g5 чорний ферзь · b4 білий пішак · c4 білий пішак · d4 чорний кінь · f4 чорна тура · e3 білий ферзь · f3 білий пішак · f2 біла тура · g2 білий пішак · h2 білий пішак · d1 біла тура · e1 білий кінь · f1 білий слон · h1 білий король | 6 |
| 5 | f8 чорна тура · g8 чорний король · b7 чорний слон · g7 чорний пішак · b6 чорний пішак · d6 чорний пішак · h6 чорний пішак · e5 чорний пішак · g5 чорний ферзь · b4 білий пішак · c4 білий пішак · d4 чорний кінь · f4 чорна тура · e3 білий ферзь · f3 білий пішак · f2 біла тура · g2 білий пішак · h2 білий пішак · d1 біла тура · e1 білий кінь · f1 білий слон · h1 білий король | f8 чорна тура · g8 чорний король · b7 чорний слон · g7 чорний пішак · b6 чорний пішак · d6 чорний пішак · h6 чорний пішак · e5 чорний пішак · g5 чорний ферзь · b4 білий пішак · c4 білий пішак · d4 чорний кінь · f4 чорна тура · e3 білий ферзь · f3 білий пішак · f2 біла тура · g2 білий пішак · h2 білий пішак · d1 біла тура · e1 білий кінь · f1 білий слон · h1 білий король | f8 чорна тура · g8 чорний король · b7 чорний слон · g7 чорний пішак · b6 чорний пішак · d6 чорний пішак · h6 чорний пішак · e5 чорний пішак · g5 чорний ферзь · b4 білий пішак · c4 білий пішак · d4 чорний кінь · f4 чорна тура · e3 білий ферзь · f3 білий пішак · f2 біла тура · g2 білий пішак · h2 білий пішак · d1 біла тура · e1 білий кінь · f1 білий слон · h1 білий король | f8 чорна тура · g8 чорний король · b7 чорний слон · g7 чорний пішак · b6 чорний пішак · d6 чорний пішак · h6 чорний пішак · e5 чорний пішак · g5 чорний ферзь · b4 білий пішак · c4 білий пішак · d4 чорний кінь · f4 чорна тура · e3 білий ферзь · f3 білий пішак · f2 біла тура · g2 білий пішак · h2 білий пішак · d1 біла тура · e1 білий кінь · f1 білий слон · h1 білий король | f8 чорна тура · g8 чорний король · b7 чорний слон · g7 чорний пішак · b6 чорний пішак · d6 чорний пішак · h6 чорний пішак · e5 чорний пішак · g5 чорний ферзь · b4 білий пішак · c4 білий пішак · d4 чорний кінь · f4 чорна тура · e3 білий ферзь · f3 білий пішак · f2 біла тура · g2 білий пішак · h2 білий пішак · d1 біла тура · e1 білий кінь · f1 білий слон · h1 білий король | f8 чорна тура · g8 чорний король · b7 чорний слон · g7 чорний пішак · b6 чорний пішак · d6 чорний пішак · h6 чорний пішак · e5 чорний пішак · g5 чорний ферзь · b4 білий пішак · c4 білий пішак · d4 чорний кінь · f4 чорна тура · e3 білий ферзь · f3 білий пішак · f2 біла тура · g2 білий пішак · h2 білий пішак · d1 біла тура · e1 білий кінь · f1 білий слон · h1 білий король | f8 чорна тура · g8 чорний король · b7 чорний слон · g7 чорний пішак · b6 чорний пішак · d6 чорний пішак · h6 чорний пішак · e5 чорний пішак · g5 чорний ферзь · b4 білий пішак · c4 білий пішак · d4 чорний кінь · f4 чорна тура · e3 білий ферзь · f3 білий пішак · f2 біла тура · g2 білий пішак · h2 білий пішак · d1 біла тура · e1 білий кінь · f1 білий слон · h1 білий король | f8 чорна тура · g8 чорний король · b7 чорний слон · g7 чорний пішак · b6 чорний пішак · d6 чорний пішак · h6 чорний пішак · e5 чорний пішак · g5 чорний ферзь · b4 білий пішак · c4 білий пішак · d4 чорний кінь · f4 чорна тура · e3 білий ферзь · f3 білий пішак · f2 біла тура · g2 білий пішак · h2 білий пішак · d1 біла тура · e1 білий кінь · f1 білий слон · h1 білий король | 5 |
| 4 | f8 чорна тура · g8 чорний король · b7 чорний слон · g7 чорний пішак · b6 чорний пішак · d6 чорний пішак · h6 чорний пішак · e5 чорний пішак · g5 чорний ферзь · b4 білий пішак · c4 білий пішак · d4 чорний кінь · f4 чорна тура · e3 білий ферзь · f3 білий пішак · f2 біла тура · g2 білий пішак · h2 білий пішак · d1 біла тура · e1 білий кінь · f1 білий слон · h1 білий король | f8 чорна тура · g8 чорний король · b7 чорний слон · g7 чорний пішак · b6 чорний пішак · d6 чорний пішак · h6 чорний пішак · e5 чорний пішак · g5 чорний ферзь · b4 білий пішак · c4 білий пішак · d4 чорний кінь · f4 чорна тура · e3 білий ферзь · f3 білий пішак · f2 біла тура · g2 білий пішак · h2 білий пішак · d1 біла тура · e1 білий кінь · f1 білий слон · h1 білий король | f8 чорна тура · g8 чорний король · b7 чорний слон · g7 чорний пішак · b6 чорний пішак · d6 чорний пішак · h6 чорний пішак · e5 чорний пішак · g5 чорний ферзь · b4 білий пішак · c4 білий пішак · d4 чорний кінь · f4 чорна тура · e3 білий ферзь · f3 білий пішак · f2 біла тура · g2 білий пішак · h2 білий пішак · d1 біла тура · e1 білий кінь · f1 білий слон · h1 білий король | f8 чорна тура · g8 чорний король · b7 чорний слон · g7 чорний пішак · b6 чорний пішак · d6 чорний пішак · h6 чорний пішак · e5 чорний пішак · g5 чорний ферзь · b4 білий пішак · c4 білий пішак · d4 чорний кінь · f4 чорна тура · e3 білий ферзь · f3 білий пішак · f2 біла тура · g2 білий пішак · h2 білий пішак · d1 біла тура · e1 білий кінь · f1 білий слон · h1 білий король | f8 чорна тура · g8 чорний король · b7 чорний слон · g7 чорний пішак · b6 чорний пішак · d6 чорний пішак · h6 чорний пішак · e5 чорний пішак · g5 чорний ферзь · b4 білий пішак · c4 білий пішак · d4 чорний кінь · f4 чорна тура · e3 білий ферзь · f3 білий пішак · f2 біла тура · g2 білий пішак · h2 білий пішак · d1 біла тура · e1 білий кінь · f1 білий слон · h1 білий король | f8 чорна тура · g8 чорний король · b7 чорний слон · g7 чорний пішак · b6 чорний пішак · d6 чорний пішак · h6 чорний пішак · e5 чорний пішак · g5 чорний ферзь · b4 білий пішак · c4 білий пішак · d4 чорний кінь · f4 чорна тура · e3 білий ферзь · f3 білий пішак · f2 біла тура · g2 білий пішак · h2 білий пішак · d1 біла тура · e1 білий кінь · f1 білий слон · h1 білий король | f8 чорна тура · g8 чорний король · b7 чорний слон · g7 чорний пішак · b6 чорний пішак · d6 чорний пішак · h6 чорний пішак · e5 чорний пішак · g5 чорний ферзь · b4 білий пішак · c4 білий пішак · d4 чорний кінь · f4 чорна тура · e3 білий ферзь · f3 білий пішак · f2 біла тура · g2 білий пішак · h2 білий пішак · d1 біла тура · e1 білий кінь · f1 білий слон · h1 білий король | f8 чорна тура · g8 чорний король · b7 чорний слон · g7 чорний пішак · b6 чорний пішак · d6 чорний пішак · h6 чорний пішак · e5 чорний пішак · g5 чорний ферзь · b4 білий пішак · c4 білий пішак · d4 чорний кінь · f4 чорна тура · e3 білий ферзь · f3 білий пішак · f2 біла тура · g2 білий пішак · h2 білий пішак · d1 біла тура · e1 білий кінь · f1 білий слон · h1 білий король | 4 |
| 3 | f8 чорна тура · g8 чорний король · b7 чорний слон · g7 чорний пішак · b6 чорний пішак · d6 чорний пішак · h6 чорний пішак · e5 чорний пішак · g5 чорний ферзь · b4 білий пішак · c4 білий пішак · d4 чорний кінь · f4 чорна тура · e3 білий ферзь · f3 білий пішак · f2 біла тура · g2 білий пішак · h2 білий пішак · d1 біла тура · e1 білий кінь · f1 білий слон · h1 білий король | f8 чорна тура · g8 чорний король · b7 чорний слон · g7 чорний пішак · b6 чорний пішак · d6 чорний пішак · h6 чорний пішак · e5 чорний пішак · g5 чорний ферзь · b4 білий пішак · c4 білий пішак · d4 чорний кінь · f4 чорна тура · e3 білий ферзь · f3 білий пішак · f2 біла тура · g2 білий пішак · h2 білий пішак · d1 біла тура · e1 білий кінь · f1 білий слон · h1 білий король | f8 чорна тура · g8 чорний король · b7 чорний слон · g7 чорний пішак · b6 чорний пішак · d6 чорний пішак · h6 чорний пішак · e5 чорний пішак · g5 чорний ферзь · b4 білий пішак · c4 білий пішак · d4 чорний кінь · f4 чорна тура · e3 білий ферзь · f3 білий пішак · f2 біла тура · g2 білий пішак · h2 білий пішак · d1 біла тура · e1 білий кінь · f1 білий слон · h1 білий король | f8 чорна тура · g8 чорний король · b7 чорний слон · g7 чорний пішак · b6 чорний пішак · d6 чорний пішак · h6 чорний пішак · e5 чорний пішак · g5 чорний ферзь · b4 білий пішак · c4 білий пішак · d4 чорний кінь · f4 чорна тура · e3 білий ферзь · f3 білий пішак · f2 біла тура · g2 білий пішак · h2 білий пішак · d1 біла тура · e1 білий кінь · f1 білий слон · h1 білий король | f8 чорна тура · g8 чорний король · b7 чорний слон · g7 чорний пішак · b6 чорний пішак · d6 чорний пішак · h6 чорний пішак · e5 чорний пішак · g5 чорний ферзь · b4 білий пішак · c4 білий пішак · d4 чорний кінь · f4 чорна тура · e3 білий ферзь · f3 білий пішак · f2 біла тура · g2 білий пішак · h2 білий пішак · d1 біла тура · e1 білий кінь · f1 білий слон · h1 білий король | f8 чорна тура · g8 чорний король · b7 чорний слон · g7 чорний пішак · b6 чорний пішак · d6 чорний пішак · h6 чорний пішак · e5 чорний пішак · g5 чорний ферзь · b4 білий пішак · c4 білий пішак · d4 чорний кінь · f4 чорна тура · e3 білий ферзь · f3 білий пішак · f2 біла тура · g2 білий пішак · h2 білий пішак · d1 біла тура · e1 білий кінь · f1 білий слон · h1 білий король | f8 чорна тура · g8 чорний король · b7 чорний слон · g7 чорний пішак · b6 чорний пішак · d6 чорний пішак · h6 чорний пішак · e5 чорний пішак · g5 чорний ферзь · b4 білий пішак · c4 білий пішак · d4 чорний кінь · f4 чорна тура · e3 білий ферзь · f3 білий пішак · f2 біла тура · g2 білий пішак · h2 білий пішак · d1 біла тура · e1 білий кінь · f1 білий слон · h1 білий король | f8 чорна тура · g8 чорний король · b7 чорний слон · g7 чорний пішак · b6 чорний пішак · d6 чорний пішак · h6 чорний пішак · e5 чорний пішак · g5 чорний ферзь · b4 білий пішак · c4 білий пішак · d4 чорний кінь · f4 чорна тура · e3 білий ферзь · f3 білий пішак · f2 біла тура · g2 білий пішак · h2 білий пішак · d1 біла тура · e1 білий кінь · f1 білий слон · h1 білий король | 3 |
| 2 | f8 чорна тура · g8 чорний король · b7 чорний слон · g7 чорний пішак · b6 чорний пішак · d6 чорний пішак · h6 чорний пішак · e5 чорний пішак · g5 чорний ферзь · b4 білий пішак · c4 білий пішак · d4 чорний кінь · f4 чорна тура · e3 білий ферзь · f3 білий пішак · f2 біла тура · g2 білий пішак · h2 білий пішак · d1 біла тура · e1 білий кінь · f1 білий слон · h1 білий король | f8 чорна тура · g8 чорний король · b7 чорний слон · g7 чорний пішак · b6 чорний пішак · d6 чорний пішак · h6 чорний пішак · e5 чорний пішак · g5 чорний ферзь · b4 білий пішак · c4 білий пішак · d4 чорний кінь · f4 чорна тура · e3 білий ферзь · f3 білий пішак · f2 біла тура · g2 білий пішак · h2 білий пішак · d1 біла тура · e1 білий кінь · f1 білий слон · h1 білий король | f8 чорна тура · g8 чорний король · b7 чорний слон · g7 чорний пішак · b6 чорний пішак · d6 чорний пішак · h6 чорний пішак · e5 чорний пішак · g5 чорний ферзь · b4 білий пішак · c4 білий пішак · d4 чорний кінь · f4 чорна тура · e3 білий ферзь · f3 білий пішак · f2 біла тура · g2 білий пішак · h2 білий пішак · d1 біла тура · e1 білий кінь · f1 білий слон · h1 білий король | f8 чорна тура · g8 чорний король · b7 чорний слон · g7 чорний пішак · b6 чорний пішак · d6 чорний пішак · h6 чорний пішак · e5 чорний пішак · g5 чорний ферзь · b4 білий пішак · c4 білий пішак · d4 чорний кінь · f4 чорна тура · e3 білий ферзь · f3 білий пішак · f2 біла тура · g2 білий пішак · h2 білий пішак · d1 біла тура · e1 білий кінь · f1 білий слон · h1 білий король | f8 чорна тура · g8 чорний король · b7 чорний слон · g7 чорний пішак · b6 чорний пішак · d6 чорний пішак · h6 чорний пішак · e5 чорний пішак · g5 чорний ферзь · b4 білий пішак · c4 білий пішак · d4 чорний кінь · f4 чорна тура · e3 білий ферзь · f3 білий пішак · f2 біла тура · g2 білий пішак · h2 білий пішак · d1 біла тура · e1 білий кінь · f1 білий слон · h1 білий король | f8 чорна тура · g8 чорний король · b7 чорний слон · g7 чорний пішак · b6 чорний пішак · d6 чорний пішак · h6 чорний пішак · e5 чорний пішак · g5 чорний ферзь · b4 білий пішак · c4 білий пішак · d4 чорний кінь · f4 чорна тура · e3 білий ферзь · f3 білий пішак · f2 біла тура · g2 білий пішак · h2 білий пішак · d1 біла тура · e1 білий кінь · f1 білий слон · h1 білий король | f8 чорна тура · g8 чорний король · b7 чорний слон · g7 чорний пішак · b6 чорний пішак · d6 чорний пішак · h6 чорний пішак · e5 чорний пішак · g5 чорний ферзь · b4 білий пішак · c4 білий пішак · d4 чорний кінь · f4 чорна тура · e3 білий ферзь · f3 білий пішак · f2 біла тура · g2 білий пішак · h2 білий пішак · d1 біла тура · e1 білий кінь · f1 білий слон · h1 білий король | f8 чорна тура · g8 чорний король · b7 чорний слон · g7 чорний пішак · b6 чорний пішак · d6 чорний пішак · h6 чорний пішак · e5 чорний пішак · g5 чорний ферзь · b4 білий пішак · c4 білий пішак · d4 чорний кінь · f4 чорна тура · e3 білий ферзь · f3 білий пішак · f2 біла тура · g2 білий пішак · h2 білий пішак · d1 біла тура · e1 білий кінь · f1 білий слон · h1 білий король | 2 |
| 1 | f8 чорна тура · g8 чорний король · b7 чорний слон · g7 чорний пішак · b6 чорний пішак · d6 чорний пішак · h6 чорний пішак · e5 чорний пішак · g5 чорний ферзь · b4 білий пішак · c4 білий пішак · d4 чорний кінь · f4 чорна тура · e3 білий ферзь · f3 білий пішак · f2 біла тура · g2 білий пішак · h2 білий пішак · d1 біла тура · e1 білий кінь · f1 білий слон · h1 білий король | f8 чорна тура · g8 чорний король · b7 чорний слон · g7 чорний пішак · b6 чорний пішак · d6 чорний пішак · h6 чорний пішак · e5 чорний пішак · g5 чорний ферзь · b4 білий пішак · c4 білий пішак · d4 чорний кінь · f4 чорна тура · e3 білий ферзь · f3 білий пішак · f2 біла тура · g2 білий пішак · h2 білий пішак · d1 біла тура · e1 білий кінь · f1 білий слон · h1 білий король | f8 чорна тура · g8 чорний король · b7 чорний слон · g7 чорний пішак · b6 чорний пішак · d6 чорний пішак · h6 чорний пішак · e5 чорний пішак · g5 чорний ферзь · b4 білий пішак · c4 білий пішак · d4 чорний кінь · f4 чорна тура · e3 білий ферзь · f3 білий пішак · f2 біла тура · g2 білий пішак · h2 білий пішак · d1 біла тура · e1 білий кінь · f1 білий слон · h1 білий король | f8 чорна тура · g8 чорний король · b7 чорний слон · g7 чорний пішак · b6 чорний пішак · d6 чорний пішак · h6 чорний пішак · e5 чорний пішак · g5 чорний ферзь · b4 білий пішак · c4 білий пішак · d4 чорний кінь · f4 чорна тура · e3 білий ферзь · f3 білий пішак · f2 біла тура · g2 білий пішак · h2 білий пішак · d1 біла тура · e1 білий кінь · f1 білий слон · h1 білий король | f8 чорна тура · g8 чорний король · b7 чорний слон · g7 чорний пішак · b6 чорний пішак · d6 чорний пішак · h6 чорний пішак · e5 чорний пішак · g5 чорний ферзь · b4 білий пішак · c4 білий пішак · d4 чорний кінь · f4 чорна тура · e3 білий ферзь · f3 білий пішак · f2 біла тура · g2 білий пішак · h2 білий пішак · d1 біла тура · e1 білий кінь · f1 білий слон · h1 білий король | f8 чорна тура · g8 чорний король · b7 чорний слон · g7 чорний пішак · b6 чорний пішак · d6 чорний пішак · h6 чорний пішак · e5 чорний пішак · g5 чорний ферзь · b4 білий пішак · c4 білий пішак · d4 чорний кінь · f4 чорна тура · e3 білий ферзь · f3 білий пішак · f2 біла тура · g2 білий пішак · h2 білий пішак · d1 біла тура · e1 білий кінь · f1 білий слон · h1 білий король | f8 чорна тура · g8 чорний король · b7 чорний слон · g7 чорний пішак · b6 чорний пішак · d6 чорний пішак · h6 чорний пішак · e5 чорний пішак · g5 чорний ферзь · b4 білий пішак · c4 білий пішак · d4 чорний кінь · f4 чорна тура · e3 білий ферзь · f3 білий пішак · f2 біла тура · g2 білий пішак · h2 білий пішак · d1 біла тура · e1 білий кінь · f1 білий слон · h1 білий король | f8 чорна тура · g8 чорний король · b7 чорний слон · g7 чорний пішак · b6 чорний пішак · d6 чорний пішак · h6 чорний пішак · e5 чорний пішак · g5 чорний ферзь · b4 білий пішак · c4 білий пішак · d4 чорний кінь · f4 чорна тура · e3 білий ферзь · f3 білий пішак · f2 біла тура · g2 білий пішак · h2 білий пішак · d1 біла тура · e1 білий кінь · f1 білий слон · h1 білий король | 1 |
|   | a | b | c | d | e | f | g | h |   |

Турнір у Санремо (Італія) 1930 року став одним із найвищих тріумфів Алехіна. На турнірі, в якому грали майже всі найсильніші шахісти світу: Німцович, Боголюбов, Рубінштейн, Відмар, Мароці, — Алехін з п'ятнадцяти партій виграв тринадцять і лише дві звів унічию. Другий призер Німцович відстав від переможця на 3 очки; з таким відривом у представницьких турнірах не перемагав навіть Капабланка, а в процентному відношенні цей результат виявився рекордним для турнірів такого рівня (на рубежі століть Ласкер перемагав з результатами 23½ з 28 і 14½ з 16). Того ж року Алехін зіграв за Францію на першій шахівниці на 3-й олімпіаді в Гамбурзі. Алехін зіграв дев'ять партій з сімнадцяти і виграв усі, а партія проти Штальберга одержала перший приз за красу, але збірна Франції посіла лише дванадцяте місце.
У 1931 році Алехін з блиском виграв великий двоколовий турнір у Бледі без поразок і з відривом від найближчого суперника в 5½ очок: 20½ очок з 26, другим був Боголюбов з 15 очками. Серед учасників були Німцович, Шпільман, Відмар, а також кілька представників молодого покоління: Флор, Кешден і Штольц. На 4-й олімпіаді Алехін набрав 13½ з 18, показавши найкращий результат на першій шахівниці, тоді як Франція залишилася на 14-му місці. Наступного року Алехін багато виступав на турнірах, найвизначнішими з яких були Лондон (другий призер Флор відстав на очко) і Берн (на очко відстали Флор і Ейве). З грудня 1932 року по травень 1933 року Алехін провів навколосвітні шахові гастролі, відвідавши США, Мексику, Гавайські острови, Японію, Шанхай, Гонконг, Філіппіни, Сінгапур, Індонезію, Нову Зеландію, Цейлон, Александрію, Єрусалим, Геную. Алехін зіграв приблизно півтори тисячі партій за час американського турне і 1320 партій, з них 1161 виграв і тільки 65 програв, в ході навколосвітньої подорожі. Після закінчення турне Алехін знову очолив команду Франції на олімпіаді. З результатом 9½ з 12 він вдруге поспіль виграв залік на першій шахівниці, а збірна посіла восьме місце з п'ятнадцяти команд. Ще через місяць Алехін вчергове побив рекорд гри наосліп, який з 1925 року належав Реті (29 шахівниць), давши в Чикаго під час Всесвітньої виставки сеанс на 32 шахівницях. Сеанс тривав 12 годин і закінчився з рахунком +19 -4 =9 на користь Алехіна.
1934 року відбувся новий матч на першість світу з Юхимом Боголюбовим, який теж закінчився впевненою перемогою Алехіна — 15½:10½. Вже через місяць Алехін включився в боротьбу на представницькому міжнародному турнірі в Цюриху (за участю Ласкера, Ейве, Флора, Боголюбова, Бернштейна, Німцовича, Штальберга та інших). Алехін виграв турнір з результатом 13 з 15, на очко попереду Ейве (він завдав переможцю єдиної поразки) і Флора.

### Втрата і повернення чемпіонського звання
У середині 1930-х років в кар'єрі Алехіна почався спад, він пристрастився до алкоголю. З 1934 року до кінця кар'єри він не виграв жодного значного турніру. Радянські шахові історики писали про тугу Алехіна по Росії, про його спроби саме в цей час «помиритися» з СРСР. Деякі пов'язують зниження рівня гри з втомою чемпіона, з втратою мотивації до самовдосконалення, викликаною відсутністю гідних супротивників, через які Алехін став дозволяти собі недбалу гру. Наприкінці 1934 року Алехін прийняв виклик від Макса Ейве. У 1935 році він зіграв на 6-й олімпіаді у Варшаві, де посів друге місце на першій шахівниці (на очко більше набрав Флор), і виграв невеликий турнір в Еребру. 1934 року Алехін розлучився з Надією Васильєвою і одружився з Грейс Вісхар, шахісткою, яка виступала на жіночих турнірах, громадянкою США і Великої Британії.
Матч на першість світу з Ейве на більшість з 30 партій розпочався 3 жовтня 1935 року. Алехін був фаворитом, Ейве порівняно з іншими претендентами мав досить скромний турнірний і матчевий послужний список. Алехін впевнено почав матч, виграв першу, третю і четверту партії, але потім став допускати грубі помилки, і в чотирнадцятій партії рахунок зрівнявся. У 25-й партії Ейве вперше вийшов уперед, потім виграв двадцять шосту і в підсумку втримав перевагу в одне очко. Матч закінчився з рахунком +9 -8 =13 на користь претендента. Деякі автори писали, що поразка Алехіна викликана передусім зловживанням алкоголем, Ейве і Флор, який допомагав йому під час матчу, згадували, що Алехін пив, але не в тій кількості, щоб це позначилося на підсумковому результаті. Спаський, Карпов, Каспаров і Крамник відзначали ігрову перевагу Ейве.
Під час матчу з Ейве радянські газети «Известия» і «64» опублікували телеграму: «Не лише як довголітній шаховий працівник, але й як людина, що зрозуміла величезне значення того, що досягнуто в СРСР у всіх галузях культурного життя, шлю щирий привіт шахістам СРСР з нагоди 18-ї річниці Жовтневої революції. Алехін». В емігрантській пресі телеграма викликала різко негативний відгук, одна з газет надрукувала байку, в якій говорилося, що Алехін «битим відійшов до Рад».
Починаючи з травня 1936 року Алехін за півтора року зіграв на десяти турнірах, показуючи нерівні результати. На кількох турнірах він виграв або поділив перші місця, на кількох потрапляв у призери, в Кемері в 1937 році поділив 4-5-те місця. У найбільшому змаганні того періоду — ноттінгемському турнірі 1936 року — Алехін виступив невдало, посівши шосте місце і на очко відставши від переможців — Капабланки і Ботвинника. При цьому він програв Капабланці і Решевському, але переміг Ейве. За спогадами Флора, Алехін отримав запрошення на міжнародний турнір 1936 року в Москві, але відмовився від участі, оскільки хотів приїхати до Москви лише чемпіоном світу.
Умовами матчу 1935 року був передбачений матч-реванш, який відбувся рівно через два роки після першого матчу. На турнірах у проміжку між двома матчами Ейве виграв у Алехіна три партії за однієї поразки і посідав місця вище Алехіна. Цього разу прогнози були переважно на користь Ейве. Голландець виграв першу партію, у другій Алехін зрівняв рахунок, а потім, вигравши кілька партій поспіль, вийшов уперед. На фініші Ейве «зламався» і програв чотири з останніх п'яти партій. Алехін достроково виграв матч з рахунком +10 -4 =11 і повернув собі звання чемпіона світу.

### Передвоєнні роки
З трьох турнірів, зіграних у Монтевідео, Маргіті і Плімуті після повернення чемпіонського звання, Алехін переміг на двох перших, а на третьому поділив 1-2-ге місця з Томасом. Виступ на АВРО-турнірі 1938 року, де грали 8 найсильніших шахістів світу, був невдалим: четверте — шосте місця з восьми, поділені з Ейве і Решевським, +3 -3 =8. Капабланка посів сьоме місце, їхній мікроматч з Алехіним закінчився з рахунком 1 ½ — ½ на користь чинного чемпіона. Ботвинник, який також брав участь у цьому турнірі, писав: «Нас мотали по всій країні. Перед грою замість обіду — дві години в поїзді. Літні учасники — Капабланка і Алехін — не витримали напруження». Організатори розглядали турнір як аналог турніру претендентів, переможець якого отримає першочергове право на матч з Алехіним, але сам Алехін виступив із заявою, що готовий грати з будь-яким сильним супротивником, який забезпечить призовий фонд. Під час турніру Алехін і Ботвинник, який отримав згоду керівництва СРСР, провели перемовини про можливий матч і погодили фінансові умови, але реалізації планів завадила війна.
1939 року вийшла нова книга Алехіна «Мої найкращі партії (1924—1937)», до якої увійшли, серед іншого, аналізи найкращих партій матчів з Ейве і додаткові коментарі до партій, описаних у попередніх книгах. У серпні — вересні Алехін взяв участь у 8-й шаховій Олімпіаді, що проходила в Аргентині. Вигравши 9 партій і звівши внічию 7, він посів друге місце на першій шахівниці; перше дісталося Капабланці, який зіграв на одну партію більше і випередив Алехіна на очко. Коли проходив матч Франція — Куба, всі чекали партії між Алехіним і Капабланкою, але кубинець пропустив гру. Збірна Франції у фінальному турнірі посіла місце в другій половині таблиці. Під час олімпіади вторгненням Німеччини в Польщу почалася Друга світова війна, і Алехін виступив по радіо і в пресі з закликом бойкотувати німецьку команду (в підсумку в трьох матчах німецької команди були без гри зафіксовані технічні нічиї 2:2). На олімпіаді Капабланка за підтримки місцевої шахової федерації викликав Алехіна на матч-реванш, але Алехін відмовився, пояснивши це тим, що він як військовозобов'язаний повинен повернутися у Францію. Перед поверненням до Європи він виграв невеликі турніри в Монтевідео і Каракасі наприкінці 1939 року.

### Війна і життя в окупації
У січні 1940 року Алехін з дружиною прибули до Португалії, але вже через два тижні перебралися до Франції. Після нападу нацистської Німеччини на Францію Алехін, який не підлягав призову за станом здоров'я, вступив добровольцем у французьку армію, де служив перекладачем у званні лейтенанта (водночас Кмох вказує, що Алехін був офіцером медичної частини).
Коли військові дії закінчились, Алехін покинув зону, окуповану німцями, і оселився на півдні Франції. У 1940 році продовжилися переговори про матч з Капабланкою. Обидва суперники хотіли зіграти цей матч, угоду було незабаром укладено, але Капабланці не вдалося дістати грошей на проведення матчу, а кубинський уряд відмовив йому в допомозі. В підсумку 1941 року матч так і не відбувся, а наступного року Капабланка помер.
У квітні 1941 року Алехін отримав дозвіл на виїзд до Португалії. Незадовго до цього, з 18 по 23 березня 1941 року, паризька німецькомовна газета Pariser Zeitung за підписом Алехіна опублікувала серію антисемітських статей під загальною назвою «Єврейські і арійські шахи», які потім передрукувала Deutsche Schachzeitung. У цих статтях історія шахів викладалася з точки зору нацистської расової теорії, при цьому обґрунтовано положення, що для «арійських» шахів характерна активна наступальна гра, а для «єврейських» — захист і вичікування помилок суперника. В інтерв'ю, яке Алехін дав після звільнення Парижа союзниками (грудень 1944 року), він казав, що був змушений написати статті, щоб отримати дозвіл на виїзд, і що статті в початковому вигляді не містили антисемітських випадів, але їх повністю переписали нацисти. Після війни у відкритому листі організаторам лондонського турніру (1946) Алехін уточнив, що від оригінального тексту залишилися тільки роздуми про необхідність реконструкції ФІДЕ та критика теорій Стейніца і Ласкера. У 1996 році біограф Алехіна Ст. Чарушін доводив, що за переписуванням статей стояв австрійський шахіст і журналіст, редактор Паризької Zeitung і затятий антисеміт Теодор Гербец, який помер у 1945 році. Водночас, інший дослідник, Жак де Моннье, стверджував, що в 1958 році бачив чернетки цих статей, написані Алехіним власноруч, які Грейс Вісхар перед смертю передала знайомому, але їх публікація буде можлива не раніше, ніж вони перейдуть у суспільне надбання за французьким законодавством (2017 рік) і тільки за згодою спадкоємців Алехіна.
Дружина Алехіна Грейс не побажала поїхати до нього в Португалію, оскільки не хотіла кидати своє шато поруч з Дьєппом (за відсутності Алехіна будинок все-одно розграбували нацисти). Щоб зберегти залишки майна дружини та забезпечити їй захист від репресій, які цілком могли торкнутися американки єврейського походження, Алехін був змушений брати участь у змаганнях, організованих нацистським Шаховим союзом Великої Німеччини. У вересні 1941 року він посів друге місце на турнірі в Мюнхені, а до кінця 1943 року взяв участь ще в семи турнірах у Німеччині та на окупованих територіях. Чотири з них він виграв, включаючи так званий Чемпіонат Європи в Мюнхені і Чемпіонат Генерал-губернаторства Польщі, які пройшли в 1942 році, ще в трьох поділив перші місця. Серед інших шахістів, які грали в турнірах у Третьому рейху, були Керес, Боголюбов, Лундін, Штольц, Опоченський, Земіш і молода зірка німецьких шахів Клаус Юнге. Рахунок особистих зустрічей з Кересом у цей період був +3 -0 =3, з Юнге — +4 -1 =1. Кілька разів Алехін давав сеанси одночасної гри для офіцерів вермахту.
У січні 1943 року Алехін захворів на скарлатину. У зрілому віці вона протікала важко. Лікарям вдалося врятувати життя Алехіна, але здоров'я його було підірване. У жовтні 1943 року Алехін виїхав на турнір в Іспанію і більше не повернувся на окуповані території. Дружина Алехіна не отримала дозвіл на виїзд і залишилася у Франції до кінця війни. В Іспанії Алехін жив у бідності. Він взяв участь у кількох турнірах, здебільшого посідаючи перші місця, і виграв невеликий матч у чемпіона Іспанії Рея Ардіда з рахунком +1 -0 =3. Алехін давав приватні уроки 13-річному вундеркіндові Артуріто Помару (згодом гросмейстеру, неодноразовому чемпіону Іспанії), матеріали яких звів у пізніше опублікований шаховий підручник «Заповіт!» (¡Legado!). Крім цього, випустив збірник, до якого увійшли найбільш примітні партії, зіграні під час Другої світової війни (загалом — 117, 30 з них зіграні самим Алехіним). Останній турнір він зіграв восени 1945 року в Касересі, посівши там друге місце після Франсішку Лупи — чемпіона Португалії.

### Бойкот
Наприкінці 1945 року Алехін був запрошений на турніри в Лондоні та Гастінгсі, заплановані на майбутній рік, але запрошення незабаром були відкликані: Ейве і американські шахісти (передусім Файн і Денкер) погрожували бойкотувати турнір, якщо в ньому візьме участь Алехін, через його співпрацю з нацистами і статті в Pariser Zeitung. Алехін направив в оргкомітет лондонського турніру, а також у британську та американську шахові федерації відкритого листа, в якому пояснював, що грати на турнірах у нацистській Німеччині він був змушений через відсутність коштів, і прояснював свою позицію з антисемітським статтями, але нічого не домігся. У ході лондонського турніру група шахістів з країн-союзників створила комітет з розслідування співпраці Алехіна з нацистами, головою якого став Ейве. Пропонувалося позбавити Алехіна звання чемпіона світу і оголосити йому бойкот: не запрошувати на турніри і не друкувати його статей. Обговорення йшло без участі ФІДЕ. Єдиним, хто висловився на користь Алехіна, був Тартаковер; він не лише виступив проти бойкоту, але й спробував організувати збір коштів на користь чемпіона. Зрештою, комітет вирішив передати питання на розгляд ФІДЕ. Алехіну було запропоновано прибути до Франції для розгляду його справи французької шаховою федерацією. Він подав документи для отримання дозволу на в'їзд, але дозвіл прийшов уже після його смерті.
Пізніше висловлювалися припущення, що організатори бойкоту прагнули зокрема досягнути і власних корисливих цілей: у США було два ймовірних кандидати на звання чемпіона світу — Решевський і Файн, а Ейве міг розраховувати на те, щоб бути проголошеним чемпіоном світу після позбавлення Алехіна титулу. На користь цієї версії наводять аргумент про те, що після смерті Алехіна на генеральній асамблеї ФІДЕ ставилося на голосування питання про проведення матчу на першість світу між Ейве і Решевським.
З січня 1946 року Алехін жив в португальському Ештурілі. Після звісток про події в Лондоні він вів замкнутий спосіб життя і спілкувався переважно з Лупою, який став його близьким другом. На початку січня вони зіграли товариський матч, в якому Алехін переміг з рахунком 2:1½. У лютому Алехін отримав виклик від Ботвинника і дав згоду зіграти з ним матч у Лондоні.

### Смерть і похорон
23 березня 1946 року виконком ФІДЕ офіційно ухвалив рішення про проведення матчу Алехін — Ботвинник, але вранці 24 березня Алехіна знайшли мертвим у його готельному номері готелю «Парк». Він сидів у кріслі біля столика з розставленими в початковій позиції шахами. При розтині лікарі визначили, що причиною смерті була асфіксія, яка настала внаслідок попадання в дихальні шляхи шматочка м'яса, хоча деякі тогочасні публікації причиною смерті називали стенокардію або серцеву недостатність. Існує кілька конспірологічних версій, згідно з якими Алехіна вбили (швидше за все, отруїли), при цьому звинувачують і західні, і радянські спецслужби.
У зв'язку з кончиною Алехіна журнал «Шахи в СРСР» надрукував некролог за підписом Петра Романовського, в якому говорилося: «Алехін народився і виріс у Росії. У нашій країні розвинулися його шаховий талант і сила… Радянські шахісти високо цінують Алехіна, як видатного майстра, який зробив багатий внесок у скарбницю шахового мистецтва. Але як до людини, морально нестійкої та безпринципної, наше ставлення до нього може бути тільки негативним».
Алехін був спочатку похований в Ешторілі. 1956 року підняли питання про перепоховання, радянська влада виявила бажання перенести останки Алехіна в усипальницю Прохорових поблизу Новодівочого монастиря, де покояться родичі шахіста по матері. Проте, за наполяганням вдови Алехіна Грейс, прах поховали в Парижі, де жила Грейс і де Алехін провів більшу частину життя. Перепоховання відбулося 25 березня 1956 року на цвинтарі Монпарнас за участю президента ФІДЕ Фольке Рогарда і великої делегації з СРСР. Мармуровий барельєф на надгробку був створений шахістом і скульптором Абрамом Барацем, особисто знайомим з Алехіним. Напис на надгробку повідомляв: «Шахового генія Росії і Франції», при цьому на ньому були невірно вказані дати життя шахіста. Грейс, яка померла в березні 1956 року незадовго до перепоховання праху чоловіка, похована в тій самій могилі. 1999 року надгробок розбився під час урагану, і барельєф був втрачений, але пізніше надгробок відновили.
Алехін помер непереможеним чемпіоном. 1948 року п'ять найсильніших шахістів світу розіграли чемпіонське звання в матчі-турнірі, який виграв Ботвинник.

## Особисте життя
Біографи зазначають, що всі дружини Алехіна були старші за нього, і для більшості з них шлюб не був першим. Про його першу дружину, Олександру Батаєву, відомо мало; вона була вдовою і працювала діловодкою. Алехін офіційно зареєстрував шлюб в 1920 році, а до того кілька місяців жив у цивільному шлюбі[./Алехін_Олександр_Олександрович#cite_note-FOOTNOTEШабуров1992104-43 [43]]. Через рік подружжя розлучилося, і Алехін одружився з громадянкою Швейцарії Ганною-Лізою Рюгг. Через деякий час після того, як Алехін з дружиною виїхав у Європу, шлюб фактично розпався. Дружина була активною громадською діячкою і не могла постійно супроводжувати чоловіка на турнірах. Від другого шлюбу у Алехіна народився син Олександр (1921—2009), який жив у Швейцарії з матір'ю до її смерті в 1934 році, після чого був відданий на піклування знайомим. Участь Алехіна у вихованні сина обмежувалося фінансовою підтримкою та епізодичними особистими зустрічами під час його рідкісних поїздок у Швейцарію. Алехін-молодший у 1956 і 1992 роках відвідував меморіали Алехіна в Москві. З Надією Васильєвою (до шлюбу Фабрицькою) Алехін прожив 10 років, їхні стосунки не були офіційно оформлені. За спогадами дочки Васильєвої від першого шлюбу, Надія Семенівна дбала про чоловіка і вела його справи, щоб він міг присвятити себе шахам. Останньою дружиною стала Грейс Вісхар, вдова британського чайного плантатора, який жив на Цейлоні. Вона мала американське громадянство і британське підданство, була старшою за чоловіка на 16 років і сама була сильною шахісткою. Цей шлюб поліпшив і матеріальне становище чемпіона світу: Грейс Вісхар отримала великий спадок від першого чоловіка.
За спогадами, Алехін був різнобічно освіченою людиною і привабливим співрозмовником, володів шістьма мовами. Деякі відзначали його забудькуватість і неуважність у побутових дрібницях, які різко контрастували з прекрасною шахової пам'яттю. Найбільше його цікавили шахи; за словами Імре Кеніга, в першій половині XX століття Алехін був одним з небагатьох шахістів, для яких гра стала професією і які визнавали, що заробляють на життя шахами. Багато писали про пристрасть Алехіна до алкоголю, особливо починаючи з 1930-х років. За деякими даними, остання дружина Алехіна Грейс сама багато пила, сприяючи таким чином алкоголізму чоловіка. За словами біографа Пабло Морана, наприкінці життя Алехін мав тяжкий цироз печінки. Водночас відомо, що напередодні відповідальних змагань, зокрема матчу проти Капабланки і матчу-реваншу з Ейве, Алехін дотримувався режиму і не вживав ніякого алкоголю.
Проживаючи в Парижі, Алехін був членом масонських лож «Астрея» і «Друзі любомудра». В ложі «Астрея», що перебувала під юрисдикцією Великої ложі Франції, він був присвячений в ступінь учня 24 травня 1928 року за пропозицією Вяземського, Тесленко і Гвоздановича, після опитування, проведеного Левінсоном і Тесленко. Піднесений до ступеня підмайстра 9 травня 1929 року, зведений у ступінь майстра-масона 27 лютого 1930 року. Алехін відвідував збори ложі до 1932 року, відновив членство в грудні 1937 року і виключений 27 грудня 1938 року. Також він був членом Верховної Ради Франції, входив до складу ложі удосконалення (4-14 гр.) «Друзі любомудра» до 1933 року. Посвячений у ступінь Таємного майстра (ДПШУ).
Алехін був великим любителем котів. Його сіамський кіт Чесс (в перекладі з англійської — «Шахи») постійно був присутній на змаганнях як талісман. Під час першого матчу з Ейве кіт обнюхував шахівницю перед кожною партією.

## Творчість
|                                      | Шахи для мене не гра, не мистецтво навіть — а боротьба, в якій, як у життєвій боротьбі, завжди перемагає сильніший. Оригінальний текст (рос.) Шахматы для меня не игра, не искусство даже — а борьба, в которой, как в жизненной борьбе, всегда побеждает сильнейший. |
| — Олександр Алехін, Москва, 8/Х 1920 | |

Спортивним успіхам Алехіна сприяли самокритичність, вимогливе ставлення до себе:
|                    | Завдяки шахам я загартував свій характер. Шахи вчать, передусім, бути об'єктивним. У шахах можна стати великим майстром лише усвідомивши власні помилки та недоліки. Так само як і у житті |
| — Олександр Алехін | |

### Характеристика творчої манери
Олександра Алехіна не можна назвати «шаховим вундеркіндом» — він почав серйозно займатися шахами у віці близько 10 років. На відміну від Капабланки, який, здавалося, не потребував вивченні теорії, Алехін розвивався як шахіст хоч і швидко, але поступово, активно вивчаючи шахову теорію і напрацьовуючи досвід. До 20 років він увійшов до когорти найсильніших шахістів світу.
Алехін найбільше відомий як прихильник яскравого атакувального стилю гри, художник, що створював складні і ефектні багатоходові комбінації. Сам Алехін писав: «Для мене шахи не гра, а мистецтво. Так, я вважаю шахи мистецтвом і беру на себе ті обов'язки, які вона накладає на своїх прихильників». За свою кар'єру Алехін багато разів отримував призи за красу гри.
Водночас, багато фахівців відзначали глибоку позиційну гру: перш ніж почати атаку, Алехін довго закладав для неї позиційний фундамент. За словами Гаррі Каспарова, Алехін був першим, хто інтуїтивно поєднував у своїй грі три фактори: матеріал, час (темп) і якість позиції, міг оцінити, який з факторів важливіший в даний момент і, виходячи з цього, пожертвувати чимось, щоб посилити інший компонент; тому Каспаров називав Алехіна «піонером універсального стилю гри, заснованої на тісному взаємозв'язку стратегічних і тактичних мотивів». Частим прийомом у грі Алехіна була жертва пішака за ініціативу.
Алехін тонко розумів динаміку позицій, завжди прагнув повнокровної гри. Розвиваючи ідеї Чигоріна, Алехін теоретично обґрунтував і практично ствердив конкретний підхід до вирішення шахових проблем, що виникають у тій чи іншій позиції. Не заперечуючи загальних законів шахової стратегії, він не вважав їх догмами; наприклад, у деяких позиціях Алехін був ладен втратити темп заради здійснення конкретного плану, який вважав правильним[джерело?].
У своїх партіях і теоретичних працях Алехін показав нерозривний зв'язок між дебютом, мітельшпілем та ендшпілем, послідовно здійснював свої стратегічні плани, нав'язуючи суперникам складну гру на всіх стадіях партії[джерело?].
В 1970 році, коли учасників «Матчу століття» (збірна СРСР проти збірної світу) попросили назвати найкращого шахіста всіх часів, більшість назвало Алехіна. Боббі Фішер у 1964 році поставив Алехіна на шосте місце і написав, що «його стиль підходив йому, але навряд чи підійшов би комусь іще. Його задуми були грандіозні, повні дивних і безприкладних ідей». Файн вважав багато партії Алехіна зразковими з технічної точки зору і називав збірник партій Алехіна одним з найкращих у світі поряд зі збірниками партій Ласкера і Фішера. За підрахунками статистиків, Алехін посідає перше місце серед всіх чемпіонів світу за відсотком виграних партій — 58 % (у Стейніца, Ласкера і Фішера — 55 %).
Алехін яскраво проявив себе у грі наосліп, нерідко його називають найбільшим майстром цього жанру. Він кілька разів ставив рекорди за кількістю суперників у сеансах одночасної гри наосліп; багато комбінацій, які включаються до збірки кращих партій Алехіна, були проведені в таких сеансах. Останній рекорд Алехіна — сеанс наосліп на 32 шахівницях у 1933 році — був побитий через чотири роки Колтановским, але й після цього багато хто віддавав у цій галузі перевагу Алехіну, оскільки він проводив сеанси проти сильних супротивників, досягаючи при цьому високих результатів. Так, серед його противників у сеансі в Нью-Йорку в 1924 році були провідні американські шахісти Кешден, Стейнер і Пінкус. Сам Алехін не бачив у грі наосліп нічого надприродного, кажучи: «Мені здається, що весь секрет полягає в природженій гостроті пам'яті, яку відповідним чином розвивають ґрунтовне знання шахівниці й глибоке проникнення в сутність шахової гри». Серед тих, хто залишив спогади про Алехіна, багато хто відзначав його феноменальну шахову пам'ять — він пам'ятав усі зіграні партії й навіть через кілька років міг точно повторити й розібрати їх. За словами Капабланки, «мабуть, Алехін володів найбільш надзвичайною шаховою пам'яттю, яка коли-небудь існувала».

### Внесок у теорію
|   | a | b | c | d | e | f | g | h |   |
| 8 | a8 чорна тура · b8 чорний кінь · c8 чорний слон · d8 чорний ферзь · e8 чорний король · f8 чорний слон · h8 чорна тура · a7 чорний пішак · b7 чорний пішак · c7 чорний пішак · d7 чорний пішак · e7 чорний пішак · f7 чорний пішак · g7 чорний пішак · h7 чорний пішак · f6 чорний кінь · e4 білий пішак · a2 білий пішак · b2 білий пішак · c2 білий пішак · d2 білий пішак · f2 білий пішак · g2 білий пішак · h2 білий пішак · a1 біла тура · b1 білий кінь · c1 білий слон · d1 білий ферзь · e1 білий король · f1 білий слон · g1 білий кінь · h1 біла тура | a8 чорна тура · b8 чорний кінь · c8 чорний слон · d8 чорний ферзь · e8 чорний король · f8 чорний слон · h8 чорна тура · a7 чорний пішак · b7 чорний пішак · c7 чорний пішак · d7 чорний пішак · e7 чорний пішак · f7 чорний пішак · g7 чорний пішак · h7 чорний пішак · f6 чорний кінь · e4 білий пішак · a2 білий пішак · b2 білий пішак · c2 білий пішак · d2 білий пішак · f2 білий пішак · g2 білий пішак · h2 білий пішак · a1 біла тура · b1 білий кінь · c1 білий слон · d1 білий ферзь · e1 білий король · f1 білий слон · g1 білий кінь · h1 біла тура | a8 чорна тура · b8 чорний кінь · c8 чорний слон · d8 чорний ферзь · e8 чорний король · f8 чорний слон · h8 чорна тура · a7 чорний пішак · b7 чорний пішак · c7 чорний пішак · d7 чорний пішак · e7 чорний пішак · f7 чорний пішак · g7 чорний пішак · h7 чорний пішак · f6 чорний кінь · e4 білий пішак · a2 білий пішак · b2 білий пішак · c2 білий пішак · d2 білий пішак · f2 білий пішак · g2 білий пішак · h2 білий пішак · a1 біла тура · b1 білий кінь · c1 білий слон · d1 білий ферзь · e1 білий король · f1 білий слон · g1 білий кінь · h1 біла тура | a8 чорна тура · b8 чорний кінь · c8 чорний слон · d8 чорний ферзь · e8 чорний король · f8 чорний слон · h8 чорна тура · a7 чорний пішак · b7 чорний пішак · c7 чорний пішак · d7 чорний пішак · e7 чорний пішак · f7 чорний пішак · g7 чорний пішак · h7 чорний пішак · f6 чорний кінь · e4 білий пішак · a2 білий пішак · b2 білий пішак · c2 білий пішак · d2 білий пішак · f2 білий пішак · g2 білий пішак · h2 білий пішак · a1 біла тура · b1 білий кінь · c1 білий слон · d1 білий ферзь · e1 білий король · f1 білий слон · g1 білий кінь · h1 біла тура | a8 чорна тура · b8 чорний кінь · c8 чорний слон · d8 чорний ферзь · e8 чорний король · f8 чорний слон · h8 чорна тура · a7 чорний пішак · b7 чорний пішак · c7 чорний пішак · d7 чорний пішак · e7 чорний пішак · f7 чорний пішак · g7 чорний пішак · h7 чорний пішак · f6 чорний кінь · e4 білий пішак · a2 білий пішак · b2 білий пішак · c2 білий пішак · d2 білий пішак · f2 білий пішак · g2 білий пішак · h2 білий пішак · a1 біла тура · b1 білий кінь · c1 білий слон · d1 білий ферзь · e1 білий король · f1 білий слон · g1 білий кінь · h1 біла тура | a8 чорна тура · b8 чорний кінь · c8 чорний слон · d8 чорний ферзь · e8 чорний король · f8 чорний слон · h8 чорна тура · a7 чорний пішак · b7 чорний пішак · c7 чорний пішак · d7 чорний пішак · e7 чорний пішак · f7 чорний пішак · g7 чорний пішак · h7 чорний пішак · f6 чорний кінь · e4 білий пішак · a2 білий пішак · b2 білий пішак · c2 білий пішак · d2 білий пішак · f2 білий пішак · g2 білий пішак · h2 білий пішак · a1 біла тура · b1 білий кінь · c1 білий слон · d1 білий ферзь · e1 білий король · f1 білий слон · g1 білий кінь · h1 біла тура | a8 чорна тура · b8 чорний кінь · c8 чорний слон · d8 чорний ферзь · e8 чорний король · f8 чорний слон · h8 чорна тура · a7 чорний пішак · b7 чорний пішак · c7 чорний пішак · d7 чорний пішак · e7 чорний пішак · f7 чорний пішак · g7 чорний пішак · h7 чорний пішак · f6 чорний кінь · e4 білий пішак · a2 білий пішак · b2 білий пішак · c2 білий пішак · d2 білий пішак · f2 білий пішак · g2 білий пішак · h2 білий пішак · a1 біла тура · b1 білий кінь · c1 білий слон · d1 білий ферзь · e1 білий король · f1 білий слон · g1 білий кінь · h1 біла тура | a8 чорна тура · b8 чорний кінь · c8 чорний слон · d8 чорний ферзь · e8 чорний король · f8 чорний слон · h8 чорна тура · a7 чорний пішак · b7 чорний пішак · c7 чорний пішак · d7 чорний пішак · e7 чорний пішак · f7 чорний пішак · g7 чорний пішак · h7 чорний пішак · f6 чорний кінь · e4 білий пішак · a2 білий пішак · b2 білий пішак · c2 білий пішак · d2 білий пішак · f2 білий пішак · g2 білий пішак · h2 білий пішак · a1 біла тура · b1 білий кінь · c1 білий слон · d1 білий ферзь · e1 білий король · f1 білий слон · g1 білий кінь · h1 біла тура | 8 |
| 7 | a8 чорна тура · b8 чорний кінь · c8 чорний слон · d8 чорний ферзь · e8 чорний король · f8 чорний слон · h8 чорна тура · a7 чорний пішак · b7 чорний пішак · c7 чорний пішак · d7 чорний пішак · e7 чорний пішак · f7 чорний пішак · g7 чорний пішак · h7 чорний пішак · f6 чорний кінь · e4 білий пішак · a2 білий пішак · b2 білий пішак · c2 білий пішак · d2 білий пішак · f2 білий пішак · g2 білий пішак · h2 білий пішак · a1 біла тура · b1 білий кінь · c1 білий слон · d1 білий ферзь · e1 білий король · f1 білий слон · g1 білий кінь · h1 біла тура | a8 чорна тура · b8 чорний кінь · c8 чорний слон · d8 чорний ферзь · e8 чорний король · f8 чорний слон · h8 чорна тура · a7 чорний пішак · b7 чорний пішак · c7 чорний пішак · d7 чорний пішак · e7 чорний пішак · f7 чорний пішак · g7 чорний пішак · h7 чорний пішак · f6 чорний кінь · e4 білий пішак · a2 білий пішак · b2 білий пішак · c2 білий пішак · d2 білий пішак · f2 білий пішак · g2 білий пішак · h2 білий пішак · a1 біла тура · b1 білий кінь · c1 білий слон · d1 білий ферзь · e1 білий король · f1 білий слон · g1 білий кінь · h1 біла тура | a8 чорна тура · b8 чорний кінь · c8 чорний слон · d8 чорний ферзь · e8 чорний король · f8 чорний слон · h8 чорна тура · a7 чорний пішак · b7 чорний пішак · c7 чорний пішак · d7 чорний пішак · e7 чорний пішак · f7 чорний пішак · g7 чорний пішак · h7 чорний пішак · f6 чорний кінь · e4 білий пішак · a2 білий пішак · b2 білий пішак · c2 білий пішак · d2 білий пішак · f2 білий пішак · g2 білий пішак · h2 білий пішак · a1 біла тура · b1 білий кінь · c1 білий слон · d1 білий ферзь · e1 білий король · f1 білий слон · g1 білий кінь · h1 біла тура | a8 чорна тура · b8 чорний кінь · c8 чорний слон · d8 чорний ферзь · e8 чорний король · f8 чорний слон · h8 чорна тура · a7 чорний пішак · b7 чорний пішак · c7 чорний пішак · d7 чорний пішак · e7 чорний пішак · f7 чорний пішак · g7 чорний пішак · h7 чорний пішак · f6 чорний кінь · e4 білий пішак · a2 білий пішак · b2 білий пішак · c2 білий пішак · d2 білий пішак · f2 білий пішак · g2 білий пішак · h2 білий пішак · a1 біла тура · b1 білий кінь · c1 білий слон · d1 білий ферзь · e1 білий король · f1 білий слон · g1 білий кінь · h1 біла тура | a8 чорна тура · b8 чорний кінь · c8 чорний слон · d8 чорний ферзь · e8 чорний король · f8 чорний слон · h8 чорна тура · a7 чорний пішак · b7 чорний пішак · c7 чорний пішак · d7 чорний пішак · e7 чорний пішак · f7 чорний пішак · g7 чорний пішак · h7 чорний пішак · f6 чорний кінь · e4 білий пішак · a2 білий пішак · b2 білий пішак · c2 білий пішак · d2 білий пішак · f2 білий пішак · g2 білий пішак · h2 білий пішак · a1 біла тура · b1 білий кінь · c1 білий слон · d1 білий ферзь · e1 білий король · f1 білий слон · g1 білий кінь · h1 біла тура | a8 чорна тура · b8 чорний кінь · c8 чорний слон · d8 чорний ферзь · e8 чорний король · f8 чорний слон · h8 чорна тура · a7 чорний пішак · b7 чорний пішак · c7 чорний пішак · d7 чорний пішак · e7 чорний пішак · f7 чорний пішак · g7 чорний пішак · h7 чорний пішак · f6 чорний кінь · e4 білий пішак · a2 білий пішак · b2 білий пішак · c2 білий пішак · d2 білий пішак · f2 білий пішак · g2 білий пішак · h2 білий пішак · a1 біла тура · b1 білий кінь · c1 білий слон · d1 білий ферзь · e1 білий король · f1 білий слон · g1 білий кінь · h1 біла тура | a8 чорна тура · b8 чорний кінь · c8 чорний слон · d8 чорний ферзь · e8 чорний король · f8 чорний слон · h8 чорна тура · a7 чорний пішак · b7 чорний пішак · c7 чорний пішак · d7 чорний пішак · e7 чорний пішак · f7 чорний пішак · g7 чорний пішак · h7 чорний пішак · f6 чорний кінь · e4 білий пішак · a2 білий пішак · b2 білий пішак · c2 білий пішак · d2 білий пішак · f2 білий пішак · g2 білий пішак · h2 білий пішак · a1 біла тура · b1 білий кінь · c1 білий слон · d1 білий ферзь · e1 білий король · f1 білий слон · g1 білий кінь · h1 біла тура | a8 чорна тура · b8 чорний кінь · c8 чорний слон · d8 чорний ферзь · e8 чорний король · f8 чорний слон · h8 чорна тура · a7 чорний пішак · b7 чорний пішак · c7 чорний пішак · d7 чорний пішак · e7 чорний пішак · f7 чорний пішак · g7 чорний пішак · h7 чорний пішак · f6 чорний кінь · e4 білий пішак · a2 білий пішак · b2 білий пішак · c2 білий пішак · d2 білий пішак · f2 білий пішак · g2 білий пішак · h2 білий пішак · a1 біла тура · b1 білий кінь · c1 білий слон · d1 білий ферзь · e1 білий король · f1 білий слон · g1 білий кінь · h1 біла тура | 7 |
| 6 | a8 чорна тура · b8 чорний кінь · c8 чорний слон · d8 чорний ферзь · e8 чорний король · f8 чорний слон · h8 чорна тура · a7 чорний пішак · b7 чорний пішак · c7 чорний пішак · d7 чорний пішак · e7 чорний пішак · f7 чорний пішак · g7 чорний пішак · h7 чорний пішак · f6 чорний кінь · e4 білий пішак · a2 білий пішак · b2 білий пішак · c2 білий пішак · d2 білий пішак · f2 білий пішак · g2 білий пішак · h2 білий пішак · a1 біла тура · b1 білий кінь · c1 білий слон · d1 білий ферзь · e1 білий король · f1 білий слон · g1 білий кінь · h1 біла тура | a8 чорна тура · b8 чорний кінь · c8 чорний слон · d8 чорний ферзь · e8 чорний король · f8 чорний слон · h8 чорна тура · a7 чорний пішак · b7 чорний пішак · c7 чорний пішак · d7 чорний пішак · e7 чорний пішак · f7 чорний пішак · g7 чорний пішак · h7 чорний пішак · f6 чорний кінь · e4 білий пішак · a2 білий пішак · b2 білий пішак · c2 білий пішак · d2 білий пішак · f2 білий пішак · g2 білий пішак · h2 білий пішак · a1 біла тура · b1 білий кінь · c1 білий слон · d1 білий ферзь · e1 білий король · f1 білий слон · g1 білий кінь · h1 біла тура | a8 чорна тура · b8 чорний кінь · c8 чорний слон · d8 чорний ферзь · e8 чорний король · f8 чорний слон · h8 чорна тура · a7 чорний пішак · b7 чорний пішак · c7 чорний пішак · d7 чорний пішак · e7 чорний пішак · f7 чорний пішак · g7 чорний пішак · h7 чорний пішак · f6 чорний кінь · e4 білий пішак · a2 білий пішак · b2 білий пішак · c2 білий пішак · d2 білий пішак · f2 білий пішак · g2 білий пішак · h2 білий пішак · a1 біла тура · b1 білий кінь · c1 білий слон · d1 білий ферзь · e1 білий король · f1 білий слон · g1 білий кінь · h1 біла тура | a8 чорна тура · b8 чорний кінь · c8 чорний слон · d8 чорний ферзь · e8 чорний король · f8 чорний слон · h8 чорна тура · a7 чорний пішак · b7 чорний пішак · c7 чорний пішак · d7 чорний пішак · e7 чорний пішак · f7 чорний пішак · g7 чорний пішак · h7 чорний пішак · f6 чорний кінь · e4 білий пішак · a2 білий пішак · b2 білий пішак · c2 білий пішак · d2 білий пішак · f2 білий пішак · g2 білий пішак · h2 білий пішак · a1 біла тура · b1 білий кінь · c1 білий слон · d1 білий ферзь · e1 білий король · f1 білий слон · g1 білий кінь · h1 біла тура | a8 чорна тура · b8 чорний кінь · c8 чорний слон · d8 чорний ферзь · e8 чорний король · f8 чорний слон · h8 чорна тура · a7 чорний пішак · b7 чорний пішак · c7 чорний пішак · d7 чорний пішак · e7 чорний пішак · f7 чорний пішак · g7 чорний пішак · h7 чорний пішак · f6 чорний кінь · e4 білий пішак · a2 білий пішак · b2 білий пішак · c2 білий пішак · d2 білий пішак · f2 білий пішак · g2 білий пішак · h2 білий пішак · a1 біла тура · b1 білий кінь · c1 білий слон · d1 білий ферзь · e1 білий король · f1 білий слон · g1 білий кінь · h1 біла тура | a8 чорна тура · b8 чорний кінь · c8 чорний слон · d8 чорний ферзь · e8 чорний король · f8 чорний слон · h8 чорна тура · a7 чорний пішак · b7 чорний пішак · c7 чорний пішак · d7 чорний пішак · e7 чорний пішак · f7 чорний пішак · g7 чорний пішак · h7 чорний пішак · f6 чорний кінь · e4 білий пішак · a2 білий пішак · b2 білий пішак · c2 білий пішак · d2 білий пішак · f2 білий пішак · g2 білий пішак · h2 білий пішак · a1 біла тура · b1 білий кінь · c1 білий слон · d1 білий ферзь · e1 білий король · f1 білий слон · g1 білий кінь · h1 біла тура | a8 чорна тура · b8 чорний кінь · c8 чорний слон · d8 чорний ферзь · e8 чорний король · f8 чорний слон · h8 чорна тура · a7 чорний пішак · b7 чорний пішак · c7 чорний пішак · d7 чорний пішак · e7 чорний пішак · f7 чорний пішак · g7 чорний пішак · h7 чорний пішак · f6 чорний кінь · e4 білий пішак · a2 білий пішак · b2 білий пішак · c2 білий пішак · d2 білий пішак · f2 білий пішак · g2 білий пішак · h2 білий пішак · a1 біла тура · b1 білий кінь · c1 білий слон · d1 білий ферзь · e1 білий король · f1 білий слон · g1 білий кінь · h1 біла тура | a8 чорна тура · b8 чорний кінь · c8 чорний слон · d8 чорний ферзь · e8 чорний король · f8 чорний слон · h8 чорна тура · a7 чорний пішак · b7 чорний пішак · c7 чорний пішак · d7 чорний пішак · e7 чорний пішак · f7 чорний пішак · g7 чорний пішак · h7 чорний пішак · f6 чорний кінь · e4 білий пішак · a2 білий пішак · b2 білий пішак · c2 білий пішак · d2 білий пішак · f2 білий пішак · g2 білий пішак · h2 білий пішак · a1 біла тура · b1 білий кінь · c1 білий слон · d1 білий ферзь · e1 білий король · f1 білий слон · g1 білий кінь · h1 біла тура | 6 |
| 5 | a8 чорна тура · b8 чорний кінь · c8 чорний слон · d8 чорний ферзь · e8 чорний король · f8 чорний слон · h8 чорна тура · a7 чорний пішак · b7 чорний пішак · c7 чорний пішак · d7 чорний пішак · e7 чорний пішак · f7 чорний пішак · g7 чорний пішак · h7 чорний пішак · f6 чорний кінь · e4 білий пішак · a2 білий пішак · b2 білий пішак · c2 білий пішак · d2 білий пішак · f2 білий пішак · g2 білий пішак · h2 білий пішак · a1 біла тура · b1 білий кінь · c1 білий слон · d1 білий ферзь · e1 білий король · f1 білий слон · g1 білий кінь · h1 біла тура | a8 чорна тура · b8 чорний кінь · c8 чорний слон · d8 чорний ферзь · e8 чорний король · f8 чорний слон · h8 чорна тура · a7 чорний пішак · b7 чорний пішак · c7 чорний пішак · d7 чорний пішак · e7 чорний пішак · f7 чорний пішак · g7 чорний пішак · h7 чорний пішак · f6 чорний кінь · e4 білий пішак · a2 білий пішак · b2 білий пішак · c2 білий пішак · d2 білий пішак · f2 білий пішак · g2 білий пішак · h2 білий пішак · a1 біла тура · b1 білий кінь · c1 білий слон · d1 білий ферзь · e1 білий король · f1 білий слон · g1 білий кінь · h1 біла тура | a8 чорна тура · b8 чорний кінь · c8 чорний слон · d8 чорний ферзь · e8 чорний король · f8 чорний слон · h8 чорна тура · a7 чорний пішак · b7 чорний пішак · c7 чорний пішак · d7 чорний пішак · e7 чорний пішак · f7 чорний пішак · g7 чорний пішак · h7 чорний пішак · f6 чорний кінь · e4 білий пішак · a2 білий пішак · b2 білий пішак · c2 білий пішак · d2 білий пішак · f2 білий пішак · g2 білий пішак · h2 білий пішак · a1 біла тура · b1 білий кінь · c1 білий слон · d1 білий ферзь · e1 білий король · f1 білий слон · g1 білий кінь · h1 біла тура | a8 чорна тура · b8 чорний кінь · c8 чорний слон · d8 чорний ферзь · e8 чорний король · f8 чорний слон · h8 чорна тура · a7 чорний пішак · b7 чорний пішак · c7 чорний пішак · d7 чорний пішак · e7 чорний пішак · f7 чорний пішак · g7 чорний пішак · h7 чорний пішак · f6 чорний кінь · e4 білий пішак · a2 білий пішак · b2 білий пішак · c2 білий пішак · d2 білий пішак · f2 білий пішак · g2 білий пішак · h2 білий пішак · a1 біла тура · b1 білий кінь · c1 білий слон · d1 білий ферзь · e1 білий король · f1 білий слон · g1 білий кінь · h1 біла тура | a8 чорна тура · b8 чорний кінь · c8 чорний слон · d8 чорний ферзь · e8 чорний король · f8 чорний слон · h8 чорна тура · a7 чорний пішак · b7 чорний пішак · c7 чорний пішак · d7 чорний пішак · e7 чорний пішак · f7 чорний пішак · g7 чорний пішак · h7 чорний пішак · f6 чорний кінь · e4 білий пішак · a2 білий пішак · b2 білий пішак · c2 білий пішак · d2 білий пішак · f2 білий пішак · g2 білий пішак · h2 білий пішак · a1 біла тура · b1 білий кінь · c1 білий слон · d1 білий ферзь · e1 білий король · f1 білий слон · g1 білий кінь · h1 біла тура | a8 чорна тура · b8 чорний кінь · c8 чорний слон · d8 чорний ферзь · e8 чорний король · f8 чорний слон · h8 чорна тура · a7 чорний пішак · b7 чорний пішак · c7 чорний пішак · d7 чорний пішак · e7 чорний пішак · f7 чорний пішак · g7 чорний пішак · h7 чорний пішак · f6 чорний кінь · e4 білий пішак · a2 білий пішак · b2 білий пішак · c2 білий пішак · d2 білий пішак · f2 білий пішак · g2 білий пішак · h2 білий пішак · a1 біла тура · b1 білий кінь · c1 білий слон · d1 білий ферзь · e1 білий король · f1 білий слон · g1 білий кінь · h1 біла тура | a8 чорна тура · b8 чорний кінь · c8 чорний слон · d8 чорний ферзь · e8 чорний король · f8 чорний слон · h8 чорна тура · a7 чорний пішак · b7 чорний пішак · c7 чорний пішак · d7 чорний пішак · e7 чорний пішак · f7 чорний пішак · g7 чорний пішак · h7 чорний пішак · f6 чорний кінь · e4 білий пішак · a2 білий пішак · b2 білий пішак · c2 білий пішак · d2 білий пішак · f2 білий пішак · g2 білий пішак · h2 білий пішак · a1 біла тура · b1 білий кінь · c1 білий слон · d1 білий ферзь · e1 білий король · f1 білий слон · g1 білий кінь · h1 біла тура | a8 чорна тура · b8 чорний кінь · c8 чорний слон · d8 чорний ферзь · e8 чорний король · f8 чорний слон · h8 чорна тура · a7 чорний пішак · b7 чорний пішак · c7 чорний пішак · d7 чорний пішак · e7 чорний пішак · f7 чорний пішак · g7 чорний пішак · h7 чорний пішак · f6 чорний кінь · e4 білий пішак · a2 білий пішак · b2 білий пішак · c2 білий пішак · d2 білий пішак · f2 білий пішак · g2 білий пішак · h2 білий пішак · a1 біла тура · b1 білий кінь · c1 білий слон · d1 білий ферзь · e1 білий король · f1 білий слон · g1 білий кінь · h1 біла тура | 5 |
| 4 | a8 чорна тура · b8 чорний кінь · c8 чорний слон · d8 чорний ферзь · e8 чорний король · f8 чорний слон · h8 чорна тура · a7 чорний пішак · b7 чорний пішак · c7 чорний пішак · d7 чорний пішак · e7 чорний пішак · f7 чорний пішак · g7 чорний пішак · h7 чорний пішак · f6 чорний кінь · e4 білий пішак · a2 білий пішак · b2 білий пішак · c2 білий пішак · d2 білий пішак · f2 білий пішак · g2 білий пішак · h2 білий пішак · a1 біла тура · b1 білий кінь · c1 білий слон · d1 білий ферзь · e1 білий король · f1 білий слон · g1 білий кінь · h1 біла тура | a8 чорна тура · b8 чорний кінь · c8 чорний слон · d8 чорний ферзь · e8 чорний король · f8 чорний слон · h8 чорна тура · a7 чорний пішак · b7 чорний пішак · c7 чорний пішак · d7 чорний пішак · e7 чорний пішак · f7 чорний пішак · g7 чорний пішак · h7 чорний пішак · f6 чорний кінь · e4 білий пішак · a2 білий пішак · b2 білий пішак · c2 білий пішак · d2 білий пішак · f2 білий пішак · g2 білий пішак · h2 білий пішак · a1 біла тура · b1 білий кінь · c1 білий слон · d1 білий ферзь · e1 білий король · f1 білий слон · g1 білий кінь · h1 біла тура | a8 чорна тура · b8 чорний кінь · c8 чорний слон · d8 чорний ферзь · e8 чорний король · f8 чорний слон · h8 чорна тура · a7 чорний пішак · b7 чорний пішак · c7 чорний пішак · d7 чорний пішак · e7 чорний пішак · f7 чорний пішак · g7 чорний пішак · h7 чорний пішак · f6 чорний кінь · e4 білий пішак · a2 білий пішак · b2 білий пішак · c2 білий пішак · d2 білий пішак · f2 білий пішак · g2 білий пішак · h2 білий пішак · a1 біла тура · b1 білий кінь · c1 білий слон · d1 білий ферзь · e1 білий король · f1 білий слон · g1 білий кінь · h1 біла тура | a8 чорна тура · b8 чорний кінь · c8 чорний слон · d8 чорний ферзь · e8 чорний король · f8 чорний слон · h8 чорна тура · a7 чорний пішак · b7 чорний пішак · c7 чорний пішак · d7 чорний пішак · e7 чорний пішак · f7 чорний пішак · g7 чорний пішак · h7 чорний пішак · f6 чорний кінь · e4 білий пішак · a2 білий пішак · b2 білий пішак · c2 білий пішак · d2 білий пішак · f2 білий пішак · g2 білий пішак · h2 білий пішак · a1 біла тура · b1 білий кінь · c1 білий слон · d1 білий ферзь · e1 білий король · f1 білий слон · g1 білий кінь · h1 біла тура | a8 чорна тура · b8 чорний кінь · c8 чорний слон · d8 чорний ферзь · e8 чорний король · f8 чорний слон · h8 чорна тура · a7 чорний пішак · b7 чорний пішак · c7 чорний пішак · d7 чорний пішак · e7 чорний пішак · f7 чорний пішак · g7 чорний пішак · h7 чорний пішак · f6 чорний кінь · e4 білий пішак · a2 білий пішак · b2 білий пішак · c2 білий пішак · d2 білий пішак · f2 білий пішак · g2 білий пішак · h2 білий пішак · a1 біла тура · b1 білий кінь · c1 білий слон · d1 білий ферзь · e1 білий король · f1 білий слон · g1 білий кінь · h1 біла тура | a8 чорна тура · b8 чорний кінь · c8 чорний слон · d8 чорний ферзь · e8 чорний король · f8 чорний слон · h8 чорна тура · a7 чорний пішак · b7 чорний пішак · c7 чорний пішак · d7 чорний пішак · e7 чорний пішак · f7 чорний пішак · g7 чорний пішак · h7 чорний пішак · f6 чорний кінь · e4 білий пішак · a2 білий пішак · b2 білий пішак · c2 білий пішак · d2 білий пішак · f2 білий пішак · g2 білий пішак · h2 білий пішак · a1 біла тура · b1 білий кінь · c1 білий слон · d1 білий ферзь · e1 білий король · f1 білий слон · g1 білий кінь · h1 біла тура | a8 чорна тура · b8 чорний кінь · c8 чорний слон · d8 чорний ферзь · e8 чорний король · f8 чорний слон · h8 чорна тура · a7 чорний пішак · b7 чорний пішак · c7 чорний пішак · d7 чорний пішак · e7 чорний пішак · f7 чорний пішак · g7 чорний пішак · h7 чорний пішак · f6 чорний кінь · e4 білий пішак · a2 білий пішак · b2 білий пішак · c2 білий пішак · d2 білий пішак · f2 білий пішак · g2 білий пішак · h2 білий пішак · a1 біла тура · b1 білий кінь · c1 білий слон · d1 білий ферзь · e1 білий король · f1 білий слон · g1 білий кінь · h1 біла тура | a8 чорна тура · b8 чорний кінь · c8 чорний слон · d8 чорний ферзь · e8 чорний король · f8 чорний слон · h8 чорна тура · a7 чорний пішак · b7 чорний пішак · c7 чорний пішак · d7 чорний пішак · e7 чорний пішак · f7 чорний пішак · g7 чорний пішак · h7 чорний пішак · f6 чорний кінь · e4 білий пішак · a2 білий пішак · b2 білий пішак · c2 білий пішак · d2 білий пішак · f2 білий пішак · g2 білий пішак · h2 білий пішак · a1 біла тура · b1 білий кінь · c1 білий слон · d1 білий ферзь · e1 білий король · f1 білий слон · g1 білий кінь · h1 біла тура | 4 |
| 3 | a8 чорна тура · b8 чорний кінь · c8 чорний слон · d8 чорний ферзь · e8 чорний король · f8 чорний слон · h8 чорна тура · a7 чорний пішак · b7 чорний пішак · c7 чорний пішак · d7 чорний пішак · e7 чорний пішак · f7 чорний пішак · g7 чорний пішак · h7 чорний пішак · f6 чорний кінь · e4 білий пішак · a2 білий пішак · b2 білий пішак · c2 білий пішак · d2 білий пішак · f2 білий пішак · g2 білий пішак · h2 білий пішак · a1 біла тура · b1 білий кінь · c1 білий слон · d1 білий ферзь · e1 білий король · f1 білий слон · g1 білий кінь · h1 біла тура | a8 чорна тура · b8 чорний кінь · c8 чорний слон · d8 чорний ферзь · e8 чорний король · f8 чорний слон · h8 чорна тура · a7 чорний пішак · b7 чорний пішак · c7 чорний пішак · d7 чорний пішак · e7 чорний пішак · f7 чорний пішак · g7 чорний пішак · h7 чорний пішак · f6 чорний кінь · e4 білий пішак · a2 білий пішак · b2 білий пішак · c2 білий пішак · d2 білий пішак · f2 білий пішак · g2 білий пішак · h2 білий пішак · a1 біла тура · b1 білий кінь · c1 білий слон · d1 білий ферзь · e1 білий король · f1 білий слон · g1 білий кінь · h1 біла тура | a8 чорна тура · b8 чорний кінь · c8 чорний слон · d8 чорний ферзь · e8 чорний король · f8 чорний слон · h8 чорна тура · a7 чорний пішак · b7 чорний пішак · c7 чорний пішак · d7 чорний пішак · e7 чорний пішак · f7 чорний пішак · g7 чорний пішак · h7 чорний пішак · f6 чорний кінь · e4 білий пішак · a2 білий пішак · b2 білий пішак · c2 білий пішак · d2 білий пішак · f2 білий пішак · g2 білий пішак · h2 білий пішак · a1 біла тура · b1 білий кінь · c1 білий слон · d1 білий ферзь · e1 білий король · f1 білий слон · g1 білий кінь · h1 біла тура | a8 чорна тура · b8 чорний кінь · c8 чорний слон · d8 чорний ферзь · e8 чорний король · f8 чорний слон · h8 чорна тура · a7 чорний пішак · b7 чорний пішак · c7 чорний пішак · d7 чорний пішак · e7 чорний пішак · f7 чорний пішак · g7 чорний пішак · h7 чорний пішак · f6 чорний кінь · e4 білий пішак · a2 білий пішак · b2 білий пішак · c2 білий пішак · d2 білий пішак · f2 білий пішак · g2 білий пішак · h2 білий пішак · a1 біла тура · b1 білий кінь · c1 білий слон · d1 білий ферзь · e1 білий король · f1 білий слон · g1 білий кінь · h1 біла тура | a8 чорна тура · b8 чорний кінь · c8 чорний слон · d8 чорний ферзь · e8 чорний король · f8 чорний слон · h8 чорна тура · a7 чорний пішак · b7 чорний пішак · c7 чорний пішак · d7 чорний пішак · e7 чорний пішак · f7 чорний пішак · g7 чорний пішак · h7 чорний пішак · f6 чорний кінь · e4 білий пішак · a2 білий пішак · b2 білий пішак · c2 білий пішак · d2 білий пішак · f2 білий пішак · g2 білий пішак · h2 білий пішак · a1 біла тура · b1 білий кінь · c1 білий слон · d1 білий ферзь · e1 білий король · f1 білий слон · g1 білий кінь · h1 біла тура | a8 чорна тура · b8 чорний кінь · c8 чорний слон · d8 чорний ферзь · e8 чорний король · f8 чорний слон · h8 чорна тура · a7 чорний пішак · b7 чорний пішак · c7 чорний пішак · d7 чорний пішак · e7 чорний пішак · f7 чорний пішак · g7 чорний пішак · h7 чорний пішак · f6 чорний кінь · e4 білий пішак · a2 білий пішак · b2 білий пішак · c2 білий пішак · d2 білий пішак · f2 білий пішак · g2 білий пішак · h2 білий пішак · a1 біла тура · b1 білий кінь · c1 білий слон · d1 білий ферзь · e1 білий король · f1 білий слон · g1 білий кінь · h1 біла тура | a8 чорна тура · b8 чорний кінь · c8 чорний слон · d8 чорний ферзь · e8 чорний король · f8 чорний слон · h8 чорна тура · a7 чорний пішак · b7 чорний пішак · c7 чорний пішак · d7 чорний пішак · e7 чорний пішак · f7 чорний пішак · g7 чорний пішак · h7 чорний пішак · f6 чорний кінь · e4 білий пішак · a2 білий пішак · b2 білий пішак · c2 білий пішак · d2 білий пішак · f2 білий пішак · g2 білий пішак · h2 білий пішак · a1 біла тура · b1 білий кінь · c1 білий слон · d1 білий ферзь · e1 білий король · f1 білий слон · g1 білий кінь · h1 біла тура | a8 чорна тура · b8 чорний кінь · c8 чорний слон · d8 чорний ферзь · e8 чорний король · f8 чорний слон · h8 чорна тура · a7 чорний пішак · b7 чорний пішак · c7 чорний пішак · d7 чорний пішак · e7 чорний пішак · f7 чорний пішак · g7 чорний пішак · h7 чорний пішак · f6 чорний кінь · e4 білий пішак · a2 білий пішак · b2 білий пішак · c2 білий пішак · d2 білий пішак · f2 білий пішак · g2 білий пішак · h2 білий пішак · a1 біла тура · b1 білий кінь · c1 білий слон · d1 білий ферзь · e1 білий король · f1 білий слон · g1 білий кінь · h1 біла тура | 3 |
| 2 | a8 чорна тура · b8 чорний кінь · c8 чорний слон · d8 чорний ферзь · e8 чорний король · f8 чорний слон · h8 чорна тура · a7 чорний пішак · b7 чорний пішак · c7 чорний пішак · d7 чорний пішак · e7 чорний пішак · f7 чорний пішак · g7 чорний пішак · h7 чорний пішак · f6 чорний кінь · e4 білий пішак · a2 білий пішак · b2 білий пішак · c2 білий пішак · d2 білий пішак · f2 білий пішак · g2 білий пішак · h2 білий пішак · a1 біла тура · b1 білий кінь · c1 білий слон · d1 білий ферзь · e1 білий король · f1 білий слон · g1 білий кінь · h1 біла тура | a8 чорна тура · b8 чорний кінь · c8 чорний слон · d8 чорний ферзь · e8 чорний король · f8 чорний слон · h8 чорна тура · a7 чорний пішак · b7 чорний пішак · c7 чорний пішак · d7 чорний пішак · e7 чорний пішак · f7 чорний пішак · g7 чорний пішак · h7 чорний пішак · f6 чорний кінь · e4 білий пішак · a2 білий пішак · b2 білий пішак · c2 білий пішак · d2 білий пішак · f2 білий пішак · g2 білий пішак · h2 білий пішак · a1 біла тура · b1 білий кінь · c1 білий слон · d1 білий ферзь · e1 білий король · f1 білий слон · g1 білий кінь · h1 біла тура | a8 чорна тура · b8 чорний кінь · c8 чорний слон · d8 чорний ферзь · e8 чорний король · f8 чорний слон · h8 чорна тура · a7 чорний пішак · b7 чорний пішак · c7 чорний пішак · d7 чорний пішак · e7 чорний пішак · f7 чорний пішак · g7 чорний пішак · h7 чорний пішак · f6 чорний кінь · e4 білий пішак · a2 білий пішак · b2 білий пішак · c2 білий пішак · d2 білий пішак · f2 білий пішак · g2 білий пішак · h2 білий пішак · a1 біла тура · b1 білий кінь · c1 білий слон · d1 білий ферзь · e1 білий король · f1 білий слон · g1 білий кінь · h1 біла тура | a8 чорна тура · b8 чорний кінь · c8 чорний слон · d8 чорний ферзь · e8 чорний король · f8 чорний слон · h8 чорна тура · a7 чорний пішак · b7 чорний пішак · c7 чорний пішак · d7 чорний пішак · e7 чорний пішак · f7 чорний пішак · g7 чорний пішак · h7 чорний пішак · f6 чорний кінь · e4 білий пішак · a2 білий пішак · b2 білий пішак · c2 білий пішак · d2 білий пішак · f2 білий пішак · g2 білий пішак · h2 білий пішак · a1 біла тура · b1 білий кінь · c1 білий слон · d1 білий ферзь · e1 білий король · f1 білий слон · g1 білий кінь · h1 біла тура | a8 чорна тура · b8 чорний кінь · c8 чорний слон · d8 чорний ферзь · e8 чорний король · f8 чорний слон · h8 чорна тура · a7 чорний пішак · b7 чорний пішак · c7 чорний пішак · d7 чорний пішак · e7 чорний пішак · f7 чорний пішак · g7 чорний пішак · h7 чорний пішак · f6 чорний кінь · e4 білий пішак · a2 білий пішак · b2 білий пішак · c2 білий пішак · d2 білий пішак · f2 білий пішак · g2 білий пішак · h2 білий пішак · a1 біла тура · b1 білий кінь · c1 білий слон · d1 білий ферзь · e1 білий король · f1 білий слон · g1 білий кінь · h1 біла тура | a8 чорна тура · b8 чорний кінь · c8 чорний слон · d8 чорний ферзь · e8 чорний король · f8 чорний слон · h8 чорна тура · a7 чорний пішак · b7 чорний пішак · c7 чорний пішак · d7 чорний пішак · e7 чорний пішак · f7 чорний пішак · g7 чорний пішак · h7 чорний пішак · f6 чорний кінь · e4 білий пішак · a2 білий пішак · b2 білий пішак · c2 білий пішак · d2 білий пішак · f2 білий пішак · g2 білий пішак · h2 білий пішак · a1 біла тура · b1 білий кінь · c1 білий слон · d1 білий ферзь · e1 білий король · f1 білий слон · g1 білий кінь · h1 біла тура | a8 чорна тура · b8 чорний кінь · c8 чорний слон · d8 чорний ферзь · e8 чорний король · f8 чорний слон · h8 чорна тура · a7 чорний пішак · b7 чорний пішак · c7 чорний пішак · d7 чорний пішак · e7 чорний пішак · f7 чорний пішак · g7 чорний пішак · h7 чорний пішак · f6 чорний кінь · e4 білий пішак · a2 білий пішак · b2 білий пішак · c2 білий пішак · d2 білий пішак · f2 білий пішак · g2 білий пішак · h2 білий пішак · a1 біла тура · b1 білий кінь · c1 білий слон · d1 білий ферзь · e1 білий король · f1 білий слон · g1 білий кінь · h1 біла тура | a8 чорна тура · b8 чорний кінь · c8 чорний слон · d8 чорний ферзь · e8 чорний король · f8 чорний слон · h8 чорна тура · a7 чорний пішак · b7 чорний пішак · c7 чорний пішак · d7 чорний пішак · e7 чорний пішак · f7 чорний пішак · g7 чорний пішак · h7 чорний пішак · f6 чорний кінь · e4 білий пішак · a2 білий пішак · b2 білий пішак · c2 білий пішак · d2 білий пішак · f2 білий пішак · g2 білий пішак · h2 білий пішак · a1 біла тура · b1 білий кінь · c1 білий слон · d1 білий ферзь · e1 білий король · f1 білий слон · g1 білий кінь · h1 біла тура | 2 |
| 1 | a8 чорна тура · b8 чорний кінь · c8 чорний слон · d8 чорний ферзь · e8 чорний король · f8 чорний слон · h8 чорна тура · a7 чорний пішак · b7 чорний пішак · c7 чорний пішак · d7 чорний пішак · e7 чорний пішак · f7 чорний пішак · g7 чорний пішак · h7 чорний пішак · f6 чорний кінь · e4 білий пішак · a2 білий пішак · b2 білий пішак · c2 білий пішак · d2 білий пішак · f2 білий пішак · g2 білий пішак · h2 білий пішак · a1 біла тура · b1 білий кінь · c1 білий слон · d1 білий ферзь · e1 білий король · f1 білий слон · g1 білий кінь · h1 біла тура | a8 чорна тура · b8 чорний кінь · c8 чорний слон · d8 чорний ферзь · e8 чорний король · f8 чорний слон · h8 чорна тура · a7 чорний пішак · b7 чорний пішак · c7 чорний пішак · d7 чорний пішак · e7 чорний пішак · f7 чорний пішак · g7 чорний пішак · h7 чорний пішак · f6 чорний кінь · e4 білий пішак · a2 білий пішак · b2 білий пішак · c2 білий пішак · d2 білий пішак · f2 білий пішак · g2 білий пішак · h2 білий пішак · a1 біла тура · b1 білий кінь · c1 білий слон · d1 білий ферзь · e1 білий король · f1 білий слон · g1 білий кінь · h1 біла тура | a8 чорна тура · b8 чорний кінь · c8 чорний слон · d8 чорний ферзь · e8 чорний король · f8 чорний слон · h8 чорна тура · a7 чорний пішак · b7 чорний пішак · c7 чорний пішак · d7 чорний пішак · e7 чорний пішак · f7 чорний пішак · g7 чорний пішак · h7 чорний пішак · f6 чорний кінь · e4 білий пішак · a2 білий пішак · b2 білий пішак · c2 білий пішак · d2 білий пішак · f2 білий пішак · g2 білий пішак · h2 білий пішак · a1 біла тура · b1 білий кінь · c1 білий слон · d1 білий ферзь · e1 білий король · f1 білий слон · g1 білий кінь · h1 біла тура | a8 чорна тура · b8 чорний кінь · c8 чорний слон · d8 чорний ферзь · e8 чорний король · f8 чорний слон · h8 чорна тура · a7 чорний пішак · b7 чорний пішак · c7 чорний пішак · d7 чорний пішак · e7 чорний пішак · f7 чорний пішак · g7 чорний пішак · h7 чорний пішак · f6 чорний кінь · e4 білий пішак · a2 білий пішак · b2 білий пішак · c2 білий пішак · d2 білий пішак · f2 білий пішак · g2 білий пішак · h2 білий пішак · a1 біла тура · b1 білий кінь · c1 білий слон · d1 білий ферзь · e1 білий король · f1 білий слон · g1 білий кінь · h1 біла тура | a8 чорна тура · b8 чорний кінь · c8 чорний слон · d8 чорний ферзь · e8 чорний король · f8 чорний слон · h8 чорна тура · a7 чорний пішак · b7 чорний пішак · c7 чорний пішак · d7 чорний пішак · e7 чорний пішак · f7 чорний пішак · g7 чорний пішак · h7 чорний пішак · f6 чорний кінь · e4 білий пішак · a2 білий пішак · b2 білий пішак · c2 білий пішак · d2 білий пішак · f2 білий пішак · g2 білий пішак · h2 білий пішак · a1 біла тура · b1 білий кінь · c1 білий слон · d1 білий ферзь · e1 білий король · f1 білий слон · g1 білий кінь · h1 біла тура | a8 чорна тура · b8 чорний кінь · c8 чорний слон · d8 чорний ферзь · e8 чорний король · f8 чорний слон · h8 чорна тура · a7 чорний пішак · b7 чорний пішак · c7 чорний пішак · d7 чорний пішак · e7 чорний пішак · f7 чорний пішак · g7 чорний пішак · h7 чорний пішак · f6 чорний кінь · e4 білий пішак · a2 білий пішак · b2 білий пішак · c2 білий пішак · d2 білий пішак · f2 білий пішак · g2 білий пішак · h2 білий пішак · a1 біла тура · b1 білий кінь · c1 білий слон · d1 білий ферзь · e1 білий король · f1 білий слон · g1 білий кінь · h1 біла тура | a8 чорна тура · b8 чорний кінь · c8 чорний слон · d8 чорний ферзь · e8 чорний король · f8 чорний слон · h8 чорна тура · a7 чорний пішак · b7 чорний пішак · c7 чорний пішак · d7 чорний пішак · e7 чорний пішак · f7 чорний пішак · g7 чорний пішак · h7 чорний пішак · f6 чорний кінь · e4 білий пішак · a2 білий пішак · b2 білий пішак · c2 білий пішак · d2 білий пішак · f2 білий пішак · g2 білий пішак · h2 білий пішак · a1 біла тура · b1 білий кінь · c1 білий слон · d1 білий ферзь · e1 білий король · f1 білий слон · g1 білий кінь · h1 біла тура | a8 чорна тура · b8 чорний кінь · c8 чорний слон · d8 чорний ферзь · e8 чорний король · f8 чорний слон · h8 чорна тура · a7 чорний пішак · b7 чорний пішак · c7 чорний пішак · d7 чорний пішак · e7 чорний пішак · f7 чорний пішак · g7 чорний пішак · h7 чорний пішак · f6 чорний кінь · e4 білий пішак · a2 білий пішак · b2 білий пішак · c2 білий пішак · d2 білий пішак · f2 білий пішак · g2 білий пішак · h2 білий пішак · a1 біла тура · b1 білий кінь · c1 білий слон · d1 білий ферзь · e1 білий король · f1 білий слон · g1 білий кінь · h1 біла тура | 1 |
|   | a | b | c | d | e | f | g | h |   |

На честь Алехіна названо багато дебютних варіантів. Захист Алехіна (перші ходи — 1.e4 Кf6) він застосував у консультаційній партії, а потім в партіях проти Земіша і Штейнера на будапештському турнірі в 1921 році, і майже відразу за новим дебютом закріпилася нинішня назва. Варіант французької захисту 1. e4 e6 2. d4 d5 3. Кс3 Кf6 4. Сд5 Се7 5. e5 Кfd7 6. h4, відомий як атака Шатара — Алехіна, був придуманий у 1909 році Альбіном, але став широко відомий, коли Алехін застосував його проти Фарні (Мангейм, 1914). Іменем Алехіна названо різні продовження в будапештському гамбіті, віденській партії, іспанській партії, варіанті Вінавера у французькій захисту, сицилійському захисті, ферзевому гамбіті, слов'янському захисті, захисті Ґрюнфельда, каталонському початку, а також трьох різних варіантах у голландському захисті.
Алехін написав понад двадцять книг переважно збірники партій з великих турнірів і своїх власних партій з докладними коментарями. Особливість його книг в тому, що всі вони розраховані на підготовленого читача, здатного зрозуміти докладний аналіз партії; на відміну від багатьох своїх попередників, серед яких Ласкер і Капабланки, Алехін не писав підручників для початківців шахістів. Алехіна неодноразово звинувачували в тому, що він включав у свої книги або публікував у журналах вигадані партії з ефектними кінцівками. Найвідоміша з підтверджених містифікацій — партія з п'ятьма ферзями на шахівниці, яка насправді була нереалізованим варіантом з партії Григор'єв — Алехін, зіграної в Москві в 1915 році.
У 1920-х роках Алехін був серед перших шахістів, які грали в двоходові («марсельські») шахи. Зокрема, збереглася партія, яку він виграв чорними в 1925 році проти Альбера Форті.

## Результати виступів

### Турніри
| Дата        | Змагання                                                               | місце | Результат                       | Результат  | Примітки |
| ----------- | ---------------------------------------------------------------------- | ----- | ------------------------------- | ---------- | --- |
| 1907        | Москва, весняний турнір Московського шахового клубу                    | 11—13 | 5½ з 15                         | +5 −9 =1   | Олексій Алехін поділив 4—6-те місця |
| 1908        | Москва, весняний турнір Московського шахового клубу                    | 1     | 2½ з 3                          | +2 −0 =1   | |
| 1908        | Москва, осінній турнір Московського шахового клубу                     | 1     | 6½ з 9                          | +5 −1 =3   | |
| 1908        | Дюссельдорф, 16-й конгрес Німецького шахового союзу, побічний турнір   | 4—5   | 9 з 13                          | +8 −3 =2   | |
| 1908 / 1909 | Москва                                                                 | 1     |                                 |            | |
| 1909        | Санкт-Петербург, Всеросійський турнір любителів пам'яті М. І. Чигоріна | 1     | 13 з 16                         | +12 −2 =2  | 2-ге місце — Ротлеві (12) |
| 1909        | Москва, чемпіонат                                                      | 5     | 7½ з 10                         | +6 −3 =1   | 1-ше місце — Гончаров |
| 1909        | Москва                                                                 | 1     | 6½ з 7                          | +6 −0 =1   | |
| 1910        | Гамбург, 17-й конгрес Німецького шахового союзу                        | 7—8   | 8½ з 16                         | +5 −4 =7   | 1-ше місце — Шлехтер |
| 1911        | Карлсбад, 2-й міжнародний турнір                                       | 8—11  | 13½ з 25                        | +11 −9 =5  | 1-ше місце — Тайхманн (18) |
| 1912        | Стокгольм                                                              | 1     | 8½ з 10                         | +8 −1 =1   | |
| 1912        | Вільно, Всеросійський турнір майстрів                                  | 6—7   | 8½ з 18                         | +7 −8 =3   | 1-ше місце — Рубінштейн (12), 2-ге — Бернштейн (11½) |
| 1912        | Санкт-Петербург, зимовий турнір Петербурзького шахового зібрання       | 1     | 7 з 9                           | +8 −1 =1   | |
| 1913        | Санкт-Петербург                                                        | 1—2   | 2 з 3                           | +2 −1 =0   | Поділив з Левенфішом |
| 1913        | Схевенінген                                                            | 1     | 11½ з 13                        | +10 −1 =1  | 2-ге місце — Яновський (11) |
| 1913—1914   | Санкт-Петербург, Всеросійський турнір майстрів                         | 1—2   | 13½ з 17                        | +13 −3 =1  | Поділив з Німцовичем. 3-тє місце — Флямберг (13). Матч з 2 партій за перше місце завершився внічию (+1 −1) |
| 1914        | Санкт-Петербург, міжнародний турнір                                    | 3     | 10 з 18, зокрема 4 з 8 у фіналі | +6 −4 =8   | 1-ше місце — Ласкер (13½), 2-ге — Капабланка (13), 4-те — Тарраш (8½), 5-те — Маршалл (8). Турнір складався з попереднього колового турніру для 11 гравців і фінального турніру для п'яти найкращих шахістів, результати попереднього турніру і фіналу сумувались |
| 1914        | Париж                                                                  | 1—2   | 2½ из 3                         | +2 −0 =1   | Поділив з Маршаллом |
| 1914        | Мангайм                                                                | —     | 9½ з 11                         | +9 −1 =1   | 19-й конгрес Німецького шахового союзу, перерваний у зв'язку з початком Першої світової війни. Алехін йшов на першому місці, на другому — Відмар (8½) |
| 1915        | Москва                                                                 | 1     | 10½ з 11                        | +10 −0 =1  | 2-ге місце — Ненароков (8½) |
| 1919/1920   | Москва, чемпіонат                                                      | 1     | 11 з 11                         | +11 −0 =0  | Алехін грав поза конкурсом, 2-ге місце — Греков (8) |
| 1920        | Москва, Всеросійська шахова олімпіада                                  | 1     | 12 з 15                         | +9 −0 =6   | 2-ге місце — Романовський (11), 3-тє — Левенфіш (10) |
| 1921        | Тріберг-ім-Шварцвальд                                                  | 1     | 7 з 8                           | +6 −0 =2   | 2-ге місце — Боголюбов (5). Турнір проходив у два кола |
| 1921        | Будапешт                                                               | 1     | 8½ з 11                         | +6 −0 =5   | 2-ге місце — Ґрюнфельд (8) |
| 1921        | Гаага                                                                  | 1     | 8 з 9                           | +7 −0 =2   | 2-ге місце — Тартаковер (7), 3-тє — Рубінштейн (6½) |
| 1922        | П'єштяни                                                               | 2—3   | 14½ з 18                        | +12 −1 =5  | Поділив зі Шпільманом, 1-ше місце — Боголюбов (15) |
| 1922        | Лондон, 17-й конгрес Британського шахового союзу                       | 2     | 11½ з 15                        | +8 −0 =7   | 1-ше місце — Капабланка (13), 3-тє — Відмар (11), 4-те —Рубінштейн (10½), 5-те — Боголюбов (9) |
| 1922        | Гастінгс                                                               | 1     | 7½ з 10                         | +6 −1 =3   | 2-ге місце — Рубінштейн (7), 3—4-те — Боголюбов и Томас (4½). Турнір проходив у два кола |
| 1922        | Відень                                                                 | 4—6   | 9 з 14                          | +7 −3 =4   | 1-ше місце — Рубінштейн (11½) |
| 1923        | Маргіт                                                                 | 2—5   | 4½ з 7                          | +3 −1 =3   | 1-ше місце — Грюнфельд (5½) |
| 1923        | Карлсбад, міжнародний турнір                                           | 1—3   | 11½ з 17                        | +9 −3 =5   | Поділив з Боголюбовим і Мароці |
| 1923        | Портсмут                                                               | 1     | 11½ з 12                        | +11 −0 =1  | |
| 1924        | Нью-Йорк                                                               | 3     | 12 з 20                         | +6 −2 =12  | 1-ше місце — Ласкер (16), 2-ге — Капабланка (14½), 4-те — Маршалл (11), 5-те — Реті (10½). Турнір проходив у два кола |
| 1925        | Париж                                                                  | 1     | 6½ з 8                          | +5 −0 =3   | 2-ге місце — Тартаковер (4½). Турнір проходив у два кола |
| 1925        | Берн                                                                   | 1     | 4 з 6                           | +3 −1 =2   | Турнір проходив у два кола |
| 1925        | Баден-Баден                                                            | 1     | 16 з 20                         | +12 −0 =8  | 2-ге місце — Рубінштейн (14½), 3-тє — Земіш (13½) |
| 1925/26     | Гастінгс                                                               | 1—2   | 8½ з 9                          | +8 −0 =1   | Поділив з Відмаром |
| 1926        | Скарборо                                                               | 1     | 5½ з 6                          | +5 −0 =1   | |
| 1926        | Бірмінгем                                                              | 1     | 5 з 5                           | +5 −0 =0   | |
| 1926        | Земмеринг                                                              | 2     | 12½ з 17                        | +11 −3 =3  | 1-ше місце — Шпільман |
| 1926        | Дрезден                                                                | 2     | 7 з 9                           | +5 −0 =4   | 1-ше місце — Німцович (8½) |
| 1926        | Буенос-Айрес                                                           | 1     | 10 з 10                         | +10 −0 =0  | |
| 1927        | Нью-Йорк                                                               | 2     | 11½ з 20                        | +5 −2 =13  | 1-ше місце — Капабланка (14), 3-тє — Німцович (10½), 4-те — Відмар (10). Турнір проходив у чотири кола |
| 1927        | Кечкемет                                                               | 1     | 12 з 16                         | +8 −0 =8   | 2—3-тє місця — Німцович і Штейнер (11½). Турнір складався з двох відбіркових етапів по 10 осіб у кожному і фіналу для восьми найсильніших |
| 1929        | Бредлі-Біч                                                             | 1     | 8½ з 9                          | +8 −0 =1   | 2-ге місце — Штейнер (7) |
| 1930        | Санремо                                                                | 1     | 14 з 15                         | +13 −0 =2  | 2-ге місце — Німцович (10½), 3-тє — Рубінштейн (10), 4-те — Боголюбов (9½), 5-те — Єйтс (9) |
| 1931        | Ніцца                                                                  | 1     | 6 з 8                           | +4 −0 =4   | |
| 1931        | Блед                                                                   | 1     | 20½ з 26                        | +15 −0 =11 | 2-ге місце — Боголюбов (15), 3-тє — Німцович (14), 4—7-ме — Флор, Кешден, Штольц і Відмар (13½) |
| 1932        | Лондон                                                                 | 1     | 9 з 11                          | +7 −0 =4   | 2-ге місце — Флор (8) |
| 1932        | Берн                                                                   | 1—3   | 2 з 3                           | +2 −1 =0   | |
| 1932        | Берн                                                                   | 1     | 12½ з 15                        | +11 −1 =3  | 2—3-тє місця — Ейве і Флор (11½) |
| 1932        | Пасадена, всеамериканський турнір                                      | 1     | 8½ з 11                         | +7 −1 =3   | 2-ге місце — Кешден |
| 1932        | Мехіко                                                                 | 1—2   | 8½ з 9                          | +8 −0 =1   | Поділив з Кешденом |
| 1933        | Париж                                                                  | 1     | 8 з 9                           | +7 −0 =2   | |
| 1933/34     | Гастінгс                                                               | 2—3   | 6½ з 9                          | +4 −0 =5   | Поділив з Лілієнталем. 1-ше місце — Флор (7) |
| 1934        | Роттердам                                                              | 1     | 3 з 3                           | +3 −0 =0   | |
| 1934        | Цюрих                                                                  | 1     | 13 з 15                         | +12 −1 =2  | 2—3-тє місця — Ейве і Флор (12) |
| 1935        | Еребру                                                                 | 1     | 8½ з 9                          | +8 −0 =1   | 2-ге місце — Лундін |
| 1936        | Бад-Наугайм                                                            | 1—2   | 6½ з 9                          | +4 −0 =5   | Поділив з Кересом |
| 1936        | Дрезден                                                                | 1     | 6½ з 9                          | +5 −1 =3   | |
| 1936        | Подєбради (місто)                                                      | 2     | 12½ з 17                        | +8 −0 =9   | 1-ше місце — Флор (13) |
| 1936        | Ноттінгем, міжнародний турнір                                          | 6     | 9 з 14                          | +7 −1 =6   | 1—2-ге місця — Капабланка і Ботвинник (10), 3—5-тє — Ейве, Файн і Решевський (9½) |
| 1936        | Амстердам                                                              | 3     | 4½ з 7                          | +3 −1 =3   | 1—2-ге місця — Ейве і Флор (5) |
| 1936        | Амстердам                                                              | 1—2   | 2½ з 3                          | +2 −0 =1   | Поділив з Ландау |
| 1936/1937   | Гастінгс                                                               | 1     | 8 з 9                           | +7 −0 =2   | 2-ге місце — Файн (7½) |
| 1937        | Маргіт                                                                 | 3     | 6 з 9                           | +6 −3 =0   | 1—2-ге місце поділили Керес і Файн (6½) |
| 1937        | Кемері                                                                 | 4—5   | 11½ з 17                        | +7 −1 =9   | Поділив з Кересом. 1—3-тє місця — Флор, Петров і Решевський |
| 1937        | Бад-Наугайм                                                            | 2—3   | 3½ з 6                          | +3 −2 =1   | Поділив з Боголюбовим. 1-ше місце — Ейве (4), 4-те — Земіш (1) |
| 1937        | Ніцца                                                                  | 1     | 2½ з 3                          | +2 −0 =1   | |
| 1938        | Монтевідео                                                             | 1     | 13 з 15                         | +11 −0 =4  | |
| 1938        | Маргіт                                                                 | 1     | 7 з 9                           | +6 −1 =2   | 2-ге місце — Шпільман |
| 1938        | АВРО-турнір, десять міст у Нідерландах                                 | 4—6   | 7 з 14                          | +3 −3 =8   | 1—2-ге місця — Керес і Файн (8½). Турнір проходив у два кола |
| 1939        | Монтевідео                                                             | 1     | 7 з 7                           | +7 −0 =0   | |
| 1939        | Каракас                                                                | 1     | 10 з 10                         | +10 −0 =0  | |
| 1941        | Мюнхен                                                                 | 2—3   | 10½ з 15                        | +8 −2 =5   | Поділив з Лундіном. 1-ше місце — Штольц |
| 1941        | Краків/Варшава, 2-й чемпіонат Генерал-губернаторства                   | 1—2   | 8½ з 11                         | +6 −0 =5   | Поділив зі Шмідтом. 3-тє місце — Боголюбов (7½) |
| 1941        | Мадрид                                                                 | 1     | 5 з 5                           | +5 −0 =0   | |
| 1942        | Зальцбург                                                              | 1     | 7½ з 10                         | +7 −2 =1   | 2-ге місце — Керес (6). Турнір проходив у два кола |
| 1942        | Мюнхен, «чемпіонат Європи»                                             | 1     | 8½ з 11                         | +7 −1 =3   | 2-ге місце — Керес (7½) |
| 1942        | Варшава/Люблін/Краків, 3-й чемпіонат Генерал-губернаторства            | 1     | 7½ з 11                         | +6 −1 =3   | 2-ге місце — Юнге (6½) |
| 1942        | Прага                                                                  | 1—2   | 8½ з 11                         | +6 −0 =5   | Поділив з Юнге |
| 1943        | Зальцбург                                                              | 1—2   | 7½ з 10                         | +5 −0 =5   | Поділив з Кересом |
| 1943        | Прага                                                                  | 1     | 17 з 19                         | +15 −0 =4  | |
| 1944        | Хіхон                                                                  | 1     | 7½ з 8                          | +7 −0 =1   | |
| 1945        | Мадрид                                                                 | 1     | 8½ з 9                          | +8 −0 =1   | |
| 1945        | Хіхон                                                                  | 2—3   | 6½ з 9                          | +6 −2 =1   | Поділив з Медіною. 1-ше місце — Ріко |
| 1945        | Сабадель                                                               | 1     | 7½ з 9                          | +6 −0 =3   | |
| 1945        | Альмерія                                                               | 1—2   | 5½ з 8                          | +4 −1 =3   | Поділив з Лопесом Нуньєсом |
| 1945        | Мелілья                                                                | 1     | 6½ з 7                          | +6 −0 =1   | |
| 1945        | Касерес                                                                | 2     | 3½ з 5                          | +3 −1 =1   | 1-ше місце — Люпі |

### Матчі
Нижче наводиться список матчів Алехіна, за винятком виставкових матчів. З 23 матчів Алехін переміг у 17, звів внічию 4 і програв 2 (1909 — Володимиру Ненарокову, в 1935 — на першість світу Макс Ейве). У колонці «Рік» зірочкою (*) позначені матчі на першість світу.
| Рік     | Місто                               | Супротивник           | +  | − | =  | Результат | Примітки |
| ------- | ----------------------------------- | --------------------- | -- | - | -- | --------- | --- |
| 1908    | Дюссельдорф                         | Курт фон Барделебен   | 4  | 0 | 1  | 4½:½      | |
| 1908    | Дюссельдорф                         | Ганс Фарні            | 1  | 1 | 1  | 1½:1½     | |
| 1908    | Москва                              | Беніамін Блюменфельд  | 4  | 0 | 1  | 4½:½      | |
| 1909    | Москва                              | Володимир Ненароков   | 0  | 3 | 0  | 0:3       | Алехін здав матч достроково |
| 1913    | Петербург                           | Степан Левитський     | 7  | 3 | 0  | 7:3       | Матч грали до семи перемог. За умовами матчу, супротивники могли грати лише відкриті дебюти.                                                     |
| 1913    | Париж                               | Едуард Ласкер         | 3  | 0 | 0  | 3:0       | |
| 1914    | Петербург                           | Арон Німцович         | 1  | 1 | 0  | 1:1       | Матч за перше місце на Всеросійському турнірі майстрів                                                                                           |
| 1921    | Москва                              | Микола Григор'єв      | 2  | 0 | 5  | 4½:2½     | |
| 1921    | Берлин                              | Ріхард Тайхманн       | 2  | 2 | 2  | 3:3       | |
| 1921    | Берлин                              | Фрідріх Земіш         | 2  | 0 | 0  | 2:0       | |
| 1922    | Париж                               | Йосип Бернштейн       | 1  | 0 | 1  | 1½:½      | |
| 1922    | Мадрид                              | Мануель Гольмайо      | 1  | 0 | 1  | 1½:½      | |
| 1923    | Париж                               | Арнольд Аурбах        | 1  | 0 | 1  | 1½:½      | |
| 1923    | Париж                               | Андре Мюффан          | 2  | 0 | 0  | 2:0       | |
| 1926/27 | Різні міста Нідерландів             | Макс Ейве             | 3  | 2 | 5  | 5½:4½     | |
| 1927 *  | Буенос-Айрес                        | Хосе Рауль Капабланка | 6  | 3 | 25 | 18½:15½   | Матч грали до шести перемог |
| 1929 *  | Різні міста Німеччини і Нідерландів | Юхим Боголюбов        | 11 | 5 | 9  | 15½:9½    | Для перемоги потрібно було першим набрати 15½ очок і здобути 6 перемог                                                                           |
| 1933    | Париж                               | Йосип Бернштейн       | 1  | 1 | 2  | 2:2       | |
| 1934 *  | Різні міста Німеччини               | Юхим Боголюбов        | 8  | 3 | 15 | 15½:10½   | Для перемоги потрібно було першим набрати 15½ очок і здобути 6 перемог                                                                           |
| 1935 *  | Різні міста Нідерландів             | Макс Ейве             | 8  | 9 | 13 | 14½:15½   | Матч складався з 30 партій |
| 1937 *  | Різні міста Нідерландів             | Макс Ейве             | 10 | 4 | 11 | 15½:9½    | Матч складався з 30 партій, останні 5 відбулись, але їх не зараховано в офіційний результат. Фактичний рахунок матчу +11-6=13 на користь Алехіна |
| 1944    | Сарагоса                            | Рамон Рей Ардід       | 1  | 0 | 3  | 2½:1½     | |
| 1946    | Ешторіл                             | Франциско Люпі        | 2  | 1 | 1  | 2½:1½     | |

### Шахові олімпіади
Алехін взяв участь у п'яти шахових олімпіадах і на всіх грав за команду Франції на першій шахівниці. З 72 партій він виграв 43, 27 звів унічию і програв 2: Матисону (Латвія) в 1931 році і Тартаковеру (Польща) в 1933 році.
| Рік  | Місто        | Номер | Результат                               | Результат | Примітки |
| ---- | ------------ | ----- | --------------------------------------- | --------- | --- |
| 1930 | Гамбург      | 3     | 9 з 9                                   | +9 −0 =0  | Франція посіла 12-те місце. Алехін отримав приз за красу за партію проти Штальберга (див. вище). Не зіграв жодної партії проти команд, які посіли в кінцевому підсумку перші 8 місць |
| 1931 | Прага        | 4     | 13½ з 18                                | +10 −1 =7 | Франція посіла 14-те місце. Алехін посів перше місце на першій шахівниці. Поразка від Матісона стала першою з моменту здобуття звання чемпіона світу                                 |
| 1933 | Фолкстон     | 5     | 9½ з 12                                 | +8 −1 =3  | Франція посіла 8-ме місце. Алехін посів перше місце на першій шахівниці |
| 1935 | Варшава      | 6     | 12 з 17                                 | +7 −0 =10 | Франція посіла 10-те місце. Алехін посів друге місце на першій шахівниці. Перше посів Флор (Чехословаччина) — 13 з 17                                                                |
| 1939 | Буенос-Айрес | 8     | 12½ з 16 (7½ з 10 у фінальному турнірі) | +9 −0 =7  | Франція посіла 10-те місце. Алехін посів друге місце на першій шахівниці. Перше посів Капабланка (Куба) — 8½ з 11, враховувались лише результати у фінальному турнірі                |

## Літературна спадщина
Алехін є автором багатьох шахових книг:
- Міжнародний шаховий турнір у Нью-Йорку 1924. (1925)
- Мої найкращі партії (1928)
- Міжнародний шаховий турнір у Нью-Йорку 1927. (1930)
- Матч на світову першість Алехін — Ейве (1936)
- Ноттінгем 1936
- На шляху до найвищих шахових досягнень (1932)

## Увічнення пам'яті й образ в кіно та літературі
- У Москві кілька разів проходили турніри, які мали назву «Меморіал Алехіна». Найбільш значущі відбулися 1956 року (десятиріччя з дня смерті; перше місце поділили Ботвинник і Василь Смислов)[181], 1971 року (двадцять п'ять років з дня смерті; виграли Анатолій Карпов і Леонід Штейн) та 1992 року (століття Алехіна; виграли Борис Гельфанд і Вішванатан Ананд). На честь Алехіна названий астероїд 1909 Алехін[182].
- Одна з вулиць в Ештурілі носить його ім'я[183].
- Американський шахіст Чарльз Яффе написав роман про Алехіна «Alekhine's Anguish: A Novel of the World Chess».
- Гросмейстер Олександр Котов, що присвятив багато часу вивченню життя і творчості Алехіна, написав художньо-біографічний роман «Білі і чорні». Роман Котова ліг в основу сценарію фільму «Білий сніг Росії», який вийшов у 1980 році. Роль Алехіна зіграв народний артист РРФСР Олександр Михайлов.